# فهرست خورشیدگرفتگی‌های سده ۱۳ (میلادی)
این فهرست شامل خورشیدگرفتگی‌های سدهٔٔ ۱۳ میلادی است که در طی سال‌های ۱۲۰۱ تا ۱۳۰۰ میلادی روی داده‌اند. در این دوره، ۲۴۶ خورشیدگرفتگی رخ داد که ۸۷ مورد آن خورشیدگرفتگی جزئی، ۸۱ مورد خورشیدگرفتگی حلقه‌ای، ۶۰ خورشیدگرفتگی کامل و ۱۸ مورد نیز از نوع خورشیدگرفتگی مرکب بود.
| تاریخ           | زمان بزرگ‌ترین گرفت | چرخهٔ ساروس | نوع    | قدر    | مدت زمان          | مکان                                            | مسیر گرفتگی            | ناحیهٔ جغرافیایی | منبع(ها) |
| --------------- | ------------------ | ---------- | ------ | ------ | ----------------- | ----------------------------------------------- | ---------------------- | --------------- | -------- |
| ۶ ژانویه ۱۲۰۱   | ۱۵:۲۴:۳۰           | ۱۲۸        | جزئی   | ۰٫۳۵۳۲ | —                 | ۶۸°۰۶′جنوبی ۱۲۲°۲۴′شرقی / ۶۸٫۱°جنوبی ۱۲۲٫۴°شرقی | —                      |                 | [ ۱ ]    |
| ۲ ژوئیه ۱۲۰۱    | ۱۴:۳۵:۵۰           | ۹۵         | جزئی   | ۰٫۸۴۷۴ | —                 | ۶۴°۴۸′جنوبی ۱۱°۰۰′غربی / ۶۴٫۸°جنوبی ۱۱٫۰°غربی   | —                      |                 | [ ۱ ]    |
| ۲۷ نوامبر ۱۲۰۱  | ۱۱:۴۸:۱۴           | ۱۰۰        | حلقه‌ای | ۰٫۹۴۶۱ | ۰۶ دقیقه ۱۶ ثانیه | ۲۶°۰۰′شمالی ۱۵°۰۰′شرقی / ۲۶٫۰°شمالی ۱۵٫۰°شرقی   | ۳۰۲ کیلومتر (۱۸۸ مایل) |                 | [ ۱ ]    |
| ۲۳ مه ۱۲۰۲      | ۰۴:۰۶:۰۰           | ۱۰۵        | کامل   | ۱٫۰۶۴۳ | ۰۶ دقیقه ۰۲ ثانیه | ۶°۰۰′شمالی ۱۲۴°۳۶′شرقی / ۶٫۰°شمالی ۱۲۴٫۶°شرقی   | ۲۱۹ کیلومتر (۱۳۶ مایل) |                 | [ ۱ ]    |
| ۱۶ نوامبر ۱۲۰۲  | ۱۳:۰۲:۲۶           | ۱۱۰        | حلقه‌ای | ۰٫۹۲۰۱ | ۱۰ دقیقه ۲۳ ثانیه | ۱۶°۱۲′جنوبی ۱۴°۱۲′غربی / ۱۶٫۲°جنوبی ۱۴٫۲°غربی   | ۳۰۳ کیلومتر (۱۸۸ مایل) |                 | [ ۱ ]    |
| ۱۲ مه ۱۲۰۳      | ۲۱:۰۷:۳۰           | ۱۱۵        | کامل   | ۱٫۰۷۵۵ | ۰۵ دقیقه ۲۶ ثانیه | ۴۵°۳۰′شمالی ۱۴۷°۱۲′غربی / ۴۵٫۵°شمالی ۱۴۷٫۲°غربی | ۲۷۵ کیلومتر (۱۷۱ مایل) |                 | [ ۱ ]    |
| ۵ نوامبر ۱۲۰۳   | ۱۲:۲۵:۵۴           | ۱۲۰        | حلقه‌ای | ۰٫۹۳۰۷ | ۰۶ دقیقه ۲۳ ثانیه | ۵۱°۲۴′جنوبی ۲۷°۵۴′غربی / ۵۱٫۴°جنوبی ۲۷٫۹°غربی   | ۳۲۳ کیلومتر (۲۰۱ مایل) |                 | [ ۱ ]    |
| ۲ آوریل ۱۲۰۴    | ۰۳:۰۶:۲۶           | ۸۷         | جزئی   | ۰٫۲۱۹۶ | —                 | ۶۱°۱۲′جنوبی ۱۴۷°۲۴′غربی / ۶۱٫۲°جنوبی ۱۴۷٫۴°غربی | —                      |                 | [ ۱ ]    |
| ۱ مه ۱۲۰۴       | ۱۳:۰۱:۳۸           | ۱۲۵        | جزئی   | ۰٫۵۸۵۲ | —                 | ۶۲°۳۰′شمالی ۱۴۰°۰۶′غربی / ۶۲٫۵°شمالی ۱۴۰٫۱°غربی | —                      |                 | [ ۱ ]    |
| ۲۵ سپتامبر ۱۲۰۴ | ۰۵:۰۱:۳۳           | ۹۲         | جزئی   | ۰٫۱۰۲۱ | —                 | ۶۱°۰۶′شمالی ۱۷۱°۴۸′غربی / ۶۱٫۱°شمالی ۱۷۱٫۸°غربی | —                      |                 | [ ۱ ]    |
| ۲۴ اکتبر ۱۲۰۴   | ۱۷:۱۶:۴۰           | ۱۳۰        | جزئی   | ۰٫۵۰۹۷ | —                 | ۶۱°۵۴′جنوبی ۱۶۱°۱۲′شرقی / ۶۱٫۹°جنوبی ۱۶۱٫۲°شرقی | —                      |                 | [ ۱ ]    |
| ۲۲ مارس ۱۲۰۵    | ۰۹:۲۷:۳۲           | ۹۷         | حلقه‌ای | ۰٫۹۴۷۳ | ۰۵ دقیقه ۰۴ ثانیه | ۳۷°۱۸′جنوبی ۶۹°۰۰′شرقی / ۳۷٫۳°جنوبی ۶۹٫۰°شرقی   | ۲۷۸ کیلومتر (۱۷۳ مایل) |                 | [ ۱ ]    |
| ۱۴ سپتامبر ۱۲۰۵ | ۱۹:۵۸:۰۸           | ۱۰۲        | کامل   | ۱٫۰۵۵۶ | ۰۳ دقیقه ۵۵ ثانیه | ۴۱°۲۴′شمالی ۸۹°۳۰′غربی / ۴۱٫۴°شمالی ۸۹٫۵°غربی   | ۲۷۰ کیلومتر (۱۷۰ مایل) |                 | [ ۱ ]    |
| ۱۱ مارس ۱۲۰۶    | ۰۹:۵۰:۲۷           | ۱۰۷        | حلقه‌ای | ۰٫۹۳۲۶ | ۰۷ دقیقه ۴۷ ثانیه | ۱°۴۸′جنوبی ۳۷°۵۴′شرقی / ۱٫۸°جنوبی ۳۷٫۹°شرقی     | ۲۵۲ کیلومتر (۱۵۷ مایل) |                 | [ ۱ ]    |
| ۴ سپتامبر ۱۲۰۶  | ۱۲:۲۷:۲۶           | ۱۱۲        | کامل   | ۱٫۰۵۴۹ | ۰۴ دقیقه ۳۶ ثانیه | ۶°۴۸′شمالی ۳°۴۲′غربی / ۶٫۸°شمالی ۳٫۷°غربی       | ۱۸۱ کیلومتر (۱۱۲ مایل) |                 | [ ۱ ]    |
| ۲۸ فوریه ۱۲۰۷   | ۱۱:۰۹:۱۲           | ۱۱۷        | حلقه‌ای | ۰٫۹۵۳۴ | ۰۴ دقیقه ۳۲ ثانیه | ۳۳°۱۲′شمالی ۵°۰۰′غربی / ۳۳٫۲°شمالی ۵٫۰°غربی     | ۲۳۲ کیلومتر (۱۴۴ مایل) |                 | [ ۱ ]    |
| ۲۵ اوت ۱۲۰۷     | ۰۱:۴۸:۵۱           | ۱۲۲        | مرکب   | ۱٫۰۰۳۱ | ۰۰ دقیقه ۱۶ ثانیه | ۳۱°۵۴′جنوبی ۱۳۲°۳۶′شرقی / ۳۱٫۹°جنوبی ۱۳۲٫۶°شرقی | ۱۵ کیلومتر (۹٫۳ مایل)  |                 | [ ۱ ]    |
| ۱۹ ژانویه ۱۲۰۸  | ۰۷:۳۹:۴۹           | ۸۹         | جزئی   | ۰٫۳۴۳۱ | —                 | ۶۲°۵۴′جنوبی ۱۵۶°۳۰′غربی / ۶۲٫۹°جنوبی ۱۵۶٫۵°غربی | —                      |                 | [ ۱ ]    |
| ۱۷ فوریه ۱۲۰۸   | ۱۹:۰۶:۵۸           | ۱۲۷        | جزئی   | ۰٫۳۲۵۷ | —                 | ۶۱°۱۸′شمالی ۱۷۲°۱۸′غربی / ۶۱٫۳°شمالی ۱۷۲٫۳°غربی | —                      |                 | [ ۱ ]    |
| ۱۴ ژوئیه ۱۲۰۸   | ۱۷:۴۴:۱۹           | ۹۴         | جزئی   | ۰٫۴۰۷۸ | —                 | ۶۳°۱۸′شمالی ۵۶°۱۲′شرقی / ۶۳٫۳°شمالی ۵۶٫۲°شرقی   | —                      |                 | [ ۱ ]    |
| ۱۳ اوت ۱۲۰۸     | ۰۸:۲۶:۵۲           | ۱۳۲        | جزئی   | ۰٫۰۶۳۹ | —                 | ۶۱°۴۲′جنوبی ۸°۴۸′غربی / ۶۱٫۷°جنوبی ۸٫۸°غربی     | —                      |                 | [ ۱ ]    |
| ۷ ژانویه ۱۲۰۹   | ۲۳:۰۳:۳۰           | ۹۹         | کامل   | ۱٫۰۴۳۹ | ۰۲ دقیقه ۵۴ ثانیه | ۶۰°۳۶′جنوبی ۱۳۷°۵۴′غربی / ۶۰٫۶°جنوبی ۱۳۷٫۹°غربی | ۱۹۷ کیلومتر (۱۲۲ مایل) |                 | [ ۱ ]    |
| ۳ ژوئیه ۱۲۰۹    | ۱۸:۱۷:۴۲           | ۱۰۴        | حلقه‌ای | ۰٫۹۵۴۰ | ۰۴ دقیقه ۱۱ ثانیه | ۵۵°۴۸′شمالی ۷۷°۰۶′غربی / ۵۵٫۸°شمالی ۷۷٫۱°غربی   | ۲۰۴ کیلومتر (۱۲۷ مایل) |                 | [ ۱ ]    |
| ۲۸ دسامبر ۱۲۰۹  | ۱۴:۰۰:۵۴           | ۱۰۹        | کامل   | ۱٫۰۱۹۰ | ۰۱ دقیقه ۵۰ ثانیه | ۲۳°۰۰′جنوبی ۲۵°۳۰′غربی / ۲۳٫۰°جنوبی ۲۵٫۵°غربی   | ۶۵ کیلومتر (۴۰ مایل)   |                 | [ ۱ ]    |
| ۲۲ ژوئیه ۱۲۱۰   | ۲۳:۱۷:۱۷           | ۱۱۴        | مرکب   | ۱٫۰۰۱۸ | ۰۰ دقیقه ۱۲ ثانیه | ۱۰°۴۸′شمالی ۱۶۸°۰۰′غربی / ۱۰٫۸°شمالی ۱۶۸٫۰°غربی | ۶ کیلومتر (۳٫۷ مایل)   |                 | [ ۱ ]    |
| ۱۷ دسامبر ۱۲۱۰  | ۲۳:۵۸:۴۷           | ۱۱۹        | حلقه‌ای | ۰٫۹۵۸۵ | ۰۴ دقیقه ۵۱ ثانیه | ۲۲°۳۰′شمالی ۱۷۸°۰۶′شرقی / ۲۲٫۵°شمالی ۱۷۸٫۱°شرقی | ۲۱۷ کیلومتر (۱۳۵ مایل) |                 | [ ۱ ]    |
| ۱۲ ژوئیه ۱۲۱۱   | ۱۱:۳۰:۱۰           | ۱۲۴        | کامل   | ۱٫۰۴۳۴ | ۰۳ دقیقه ۲۰ ثانیه | ۵۱°۴۲′جنوبی ۳°۲۴′شرقی / ۵۱٫۷°جنوبی ۳٫۴°شرقی     | ۵۶۹ کیلومتر (۳۵۴ مایل) |                 | [ ۱ ]    |
| ۷ دسامبر ۱۲۱۱   | ۰۲:۳۶:۴۵           | ۱۲۹        | جزئی   | ۰٫۲۰۳۹ | —                 | ۶۶°۳۶′شمالی ۱۳۷°۳۰′شرقی / ۶۶٫۶°شمالی ۱۳۷٫۵°شرقی | —                      |                 | [ ۱ ]    |
| ۲ مه ۱۲۱۲       | ۲۱:۲۲:۴۳           | ۹۶         | کامل   | ۱٫۰۶۲۰ | ۰۳ دقیقه ۴۳ ثانیه | ۷۲°۲۴′شمالی ۱۶۸°۴۲′غربی / ۷۲٫۴°شمالی ۱۶۸٫۷°غربی | ۳۷۷ کیلومتر (۲۳۴ مایل) |                 | [ ۱ ]    |
| ۲۶ اکتبر ۱۲۱۲   | ۰۷:۵۰:۲۶           | ۱۰۱        | حلقه‌ای | ۰٫۹۳۸۲ | ۰۴ دقیقه ۳۳ ثانیه | ۷۴°۱۲′جنوبی ۱۴°۴۸′شرقی / ۷۴٫۲°جنوبی ۱۴٫۸°شرقی   | ۵۳۳ کیلومتر (۳۳۱ مایل) |                 | [ ۱ ]    |
| ۲۲ آوریل ۱۲۱۳   | ۱۲:۰۶:۱۴           | ۱۰۶        | کامل   | ۱٫۰۲۳۹ | ۰۲ دقیقه ۲۳ ثانیه | ۲۰°۴۲′شمالی ۱°۰۶′غربی / ۲۰٫۷°شمالی ۱٫۱°غربی     | ۸۲ کیلومتر (۵۱ مایل)   |                 | [ ۱ ]    |
| ۱۵ اکتبر ۱۲۱۳   | ۱۴:۵۴:۵۳           | ۱۱۱        | مرکب   | ۱٫۰۰۲۹ | ۰۰ دقیقه ۱۸ ثانیه | ۱۹°۴۸′جنوبی ۴۷°۰۰′غربی / ۱۹٫۸°جنوبی ۴۷٫۰°غربی   | ۱۰ کیلومتر (۶٫۲ مایل)  |                 | [ ۱ ]    |
| ۱۱ آوریل ۱۲۱۴   | ۲۰:۲۰:۴۹           | ۱۱۶        | حلقه‌ای | ۰٫۹۶۲۹ | ۰۴ دقیقه ۰۵ ثانیه | ۳۰°۱۲′جنوبی ۱۱۰°۴۸′غربی / ۳۰٫۲°جنوبی ۱۱۰٫۸°غربی | ۱۸۰ کیلومتر (۱۱۰ مایل) |                 | [ ۱ ]    |
| ۵ اکتبر ۱۲۱۴    | ۰۴:۳۷:۱۹           | ۱۲۱        | کامل   | ۱٫۰۴۸۰ | ۰۴ دقیقه ۱۱ ثانیه | ۲۴°۴۸′شمالی ۱۲۰°۱۸′شرقی / ۲۴٫۸°شمالی ۱۲۰٫۳°شرقی | ۱۹۰ کیلومتر (۱۲۰ مایل) |                 | [ ۱ ]    |
| ۲ مارس ۱۲۱۵     | ۰۴:۵۲:۱۵           | ۸۸         | جزئی   | ۰٫۰۸۲۸ | —                 | ۷۱°۴۸′شمالی ۳۷°۰۶′شرقی / ۷۱٫۸°شمالی ۳۷٫۱°شرقی   | —                      |                 | [ ۱ ]    |
| ۳۱ مارس ۱۲۱۵    | ۲۱:۵۰:۴۱           | ۱۲۶        | جزئی   | ۰٫۲۲۲۲ | —                 | ۷۱°۴۲′جنوبی ۷۵°۴۸′غربی / ۷۱٫۷°جنوبی ۷۵٫۸°غربی   | —                      |                 | [ ۱ ]    |
| ۲۶ اوت ۱۲۱۵     | ۱۱:۵۹:۱۴           | ۹۳         | جزئی   | ۰٫۳۰۷۵ | —                 | ۷۱°۳۰′جنوبی ۶۱°۴۸′غربی / ۷۱٫۵°جنوبی ۶۱٫۸°غربی   | —                      |                 | [ ۱ ]    |
| ۲۴ سپتامبر ۱۲۱۵ | ۲۰:۵۵:۵۷           | ۱۳۱        | جزئی   | ۰٫۵۶۶۴ | —                 | ۷۱°۵۴′شمالی ۵۳°۴۲′غربی / ۷۱٫۹°شمالی ۵۳٫۷°غربی   | —                      |                 | [ ۱ ]    |
| ۱۹ فوریه ۱۲۱۶   | ۰۷:۳۷:۲۶           | ۹۸         | حلقه‌ای | ۰٫۹۶۴۱ | ۰۳ دقیقه ۳۳ ثانیه | ۳۹°۰۶′شمالی ۵۶°۰۰′شرقی / ۳۹٫۱°شمالی ۵۶٫۰°شرقی   | ۲۰۰ کیلومتر (۱۲۰ مایل) |                 | [ ۱ ]    |
| ۱۴ اوت ۱۲۱۶     | ۲۳:۴۸:۳۵           | ۱۰۳        | حلقه‌ای | ۰٫۹۸۹۹ | ۰۱ دقیقه ۰۲ ثانیه | ۲۹°۵۴′جنوبی ۱۷۴°۳۶′شرقی / ۲۹٫۹°جنوبی ۱۷۴٫۶°شرقی | ۴۸ کیلومتر (۳۰ مایل)   |                 | [ ۱ ]    |
| ۷ فوریه ۱۲۱۷    | ۱۷:۳۰:۲۵           | ۱۰۸        | کامل   | ۱٫۰۲۲۶ | ۰۲ دقیقه ۱۵ ثانیه | ۱۱°۴۲′جنوبی ۷۶°۱۲′غربی / ۱۱٫۷°جنوبی ۷۶٫۲°غربی   | ۷۷ کیلومتر (۴۸ مایل)   |                 | [ ۱ ]    |
| ۴ اوت ۱۲۱۷      | ۰۴:۳۰:۵۰           | ۱۱۳        | حلقه‌ای | ۰٫۹۵۲۰ | ۰۶ دقیقه ۰۱ ثانیه | ۱۹°۲۴′شمالی ۱۱۷°۰۰′شرقی / ۱۹٫۴°شمالی ۱۱۷٫۰°شرقی | ۱۷۶ کیلومتر (۱۰۹ مایل) |                 | [ ۱ ]    |
| ۲۸ ژانویه ۱۲۱۸  | ۰۸:۳۰:۱۷           | ۱۱۸        | کامل   | ۱٫۰۴۷۰ | ۰۳ دقیقه ۱۷ ثانیه | ۵۶°۳۰′جنوبی ۷۳°۰۶′شرقی / ۵۶٫۵°جنوبی ۷۳٫۱°شرقی   | ۲۰۹ کیلومتر (۱۳۰ مایل) |                 | [ ۱ ]    |
| ۲۴ ژوئیه ۱۲۱۸   | ۰۴:۵۵:۳۵           | ۱۲۳        | حلقه‌ای | ۰٫۹۴۲۵ | ۰۴ دقیقه ۳۴ ثانیه | ۷۲°۱۸′شمالی ۱۳۵°۱۸′شرقی / ۷۲٫۳°شمالی ۱۳۵٫۳°شرقی | ۳۷۶ کیلومتر (۲۳۴ مایل) |                 | [ ۱ ]    |
| ۱۹ دسامبر ۱۲۱۸  | ۱۲:۱۰:۱۱           | ۹۰         | جزئی   | ۰٫۲۶۵۳ | —                 | ۶۶°۱۸′شمالی ۹°۲۴′شرقی / ۶۶٫۳°شمالی ۹٫۴°شرقی     | —                      |                 | [ ۱ ]    |
| ۱۸ ژانویه ۱۲۱۹  | ۰۰:۰۶:۴۷           | ۱۲۸        | جزئی   | ۰٫۳۶۱۹ | —                 | ۶۹°۰۶′جنوبی ۲۰°۰۶′غربی / ۶۹٫۱°جنوبی ۲۰٫۱°غربی   | —                      |                 | [ ۱ ]    |
| ۱۳ ژوئیه ۱۲۱۹   | ۲۱:۳۷:۱۸           | ۹۵         | جزئی   | ۰٫۷۱۳۸ | —                 | ۶۵°۴۲′جنوبی ۱۲۶°۴۲′غربی / ۶۵٫۷°جنوبی ۱۲۶٫۷°غربی | —                      |                 | [ ۱ ]    |
| ۱۳ ژوئیه ۱۲۱۹   | ۰۸:۲۳:۴۱           | ۱۳۳        | جزئی   | ۰٫۰۳۰۸ | —                 | ۶۸°۲۴′شمالی ۱۳۷°۱۲′غربی / ۶۸٫۴°شمالی ۱۳۷٫۲°غربی | —                      |                 | [ ۱ ]    |
| ۸ دسامبر ۱۲۱۹   | ۲۰:۰۶:۰۸           | ۱۰۰        | حلقه‌ای | ۰٫۹۴۳۰ | ۰۶ دقیقه ۴۸ ثانیه | ۲۶°۱۸′شمالی ۱۱۲°۱۸′غربی / ۲۶٫۳°شمالی ۱۱۲٫۳°غربی | ۳۲۷ کیلومتر (۲۰۳ مایل) |                 | [ ۱ ]    |
| ۲ ژوئیه ۱۲۲۰    | ۱۱:۲۸:۵۲           | ۱۰۵        | کامل   | ۱٫۰۶۷۰ | ۰۶ دقیقه ۲۴ ثانیه | ۲°۳۶′شمالی ۱۳°۴۲′شرقی / ۲٫۶°شمالی ۱۳٫۷°شرقی     | ۲۳۴ کیلومتر (۱۴۵ مایل) |                 | [ ۱ ]    |
| ۲۶ نوامبر ۱۲۲۰  | ۲۱:۰۱:۳۱           | ۱۱۰        | حلقه‌ای | ۰٫۹۱۸۵ | ۱۰ دقیقه ۵۷ ثانیه | ۱۷°۲۴′جنوبی ۱۳۳°۲۴′غربی / ۱۷٫۴°جنوبی ۱۳۳٫۴°غربی | ۳۱۱ کیلومتر (۱۹۳ مایل) |                 | [ ۱ ]    |
| ۲۳ مه ۱۲۲۱      | ۰۴:۳۸:۱۹           | ۱۱۵        | کامل   | ۱٫۰۷۶۷ | ۰۵ دقیقه ۴۳ ثانیه | ۴۳°۵۴′شمالی ۱۰۴°۱۸′شرقی / ۴۳٫۹°شمالی ۱۰۴٫۳°شرقی | ۲۶۹ کیلومتر (۱۶۷ مایل) |                 | [ ۱ ]    |
| ۱۵ نوامبر ۱۲۲۱  | ۲۰:۲۷:۲۸           | ۱۲۰        | حلقه‌ای | ۰٫۹۳۱۰ | ۰۶ دقیقه ۲۰ ثانیه | ۵۴°۱۲′جنوبی ۱۴۵°۰۰′غربی / ۵۴٫۲°جنوبی ۱۴۵٫۰°غربی | ۳۱۹ کیلومتر (۱۹۸ مایل) |                 | [ ۱ ]    |
| ۱۳ آوریل ۱۲۲۲   | ۱۰:۳۳:۵۸           | ۸۷         | جزئی   | ۰٫۱۰۹۲ | —                 | ۶۱°۳۰′جنوبی ۹۱°۴۲′شرقی / ۶۱٫۵°جنوبی ۹۱٫۷°شرقی   | —                      |                 | [ ۱ ]    |
| ۱۲ مه ۱۲۲۲      | ۲۰:۲۴:۰۳           | ۱۲۵        | جزئی   | ۰٫۷۰۵۴ | —                 | ۶۳°۱۲′شمالی ۹۹°۵۴′شرقی / ۶۳٫۲°شمالی ۹۹٫۹°شرقی   | —                      |                 | [ ۱ ]    |
| ۶ اکتبر ۱۲۲۲    | ۱۳:۱۱:۲۹           | ۹۲         | جزئی   | ۰٫۰۵۷۶ | —                 | ۶۱°۲۴′شمالی ۵۶°۴۸′شرقی / ۶۱٫۴°شمالی ۵۶٫۸°شرقی   | —                      |                 | [ ۱ ]    |
| ۵ نوامبر ۱۲۲۲   | ۰۱:۳۵:۴۵           | ۱۳۰        | جزئی   | ۰٫۵۴۰۸ | —                 | ۶۲°۳۰′جنوبی ۲۷°۱۲′شرقی / ۶۲٫۵°جنوبی ۲۷٫۲°شرقی   | —                      |                 | [ ۱ ]    |
| ۲ آوریل ۱۲۲۳    | ۱۶:۳۷:۴۷           | ۹۷         | حلقه‌ای | ۰٫۹۴۷۱ | ۰۵ دقیقه ۰۹ ثانیه | ۳۸°۱۲′جنوبی ۳۸°۰۰′غربی / ۳۸٫۲°جنوبی ۳۸٫۰°غربی   | ۳۱۰ کیلومتر (۱۹۰ مایل) |                 | [ ۱ ]    |
| ۲۶ سپتامبر ۱۲۲۳ | ۰۴:۱۰:۲۹           | ۱۰۲        | کامل   | ۱٫۰۵۲۵ | ۰۳ دقیقه ۴۶ ثانیه | ۴۰°۱۲′شمالی ۱۴۷°۰۰′شرقی / ۴۰٫۲°شمالی ۱۴۷٫۰°شرقی | ۲۷۲ کیلومتر (۱۶۹ مایل) |                 | [ ۱ ]    |
| ۲۱ مارس ۱۲۲۴    | ۱۶:۵۹:۵۵           | ۱۰۷        | حلقه‌ای | ۰٫۹۳۵۹ | ۰۷ دقیقه ۲۳ ثانیه | ۰°۰۰′شمالی ۶۹°۰۶′غربی / -۰٫۰°شمالی ۶۹٫۱°غربی    | ۲۳۹ کیلومتر (۱۴۹ مایل) |                 | [ ۱ ]    |
| ۱۴ سپتامبر ۱۲۲۴ | ۲۰:۲۷:۴۹           | ۱۱۲        | کامل   | ۱٫۰۴۹۶ | ۰۴ دقیقه ۱۱ ثانیه | ۴°۴۲′شمالی ۱۲۳°۴۲′غربی / ۴٫۷°شمالی ۱۲۳٫۷°غربی   | ۱۶۵ کیلومتر (۱۰۳ مایل) |                 | [ ۱ ]    |
| ۱۰ مارس ۱۲۲۵    | ۱۸:۴۳:۳۸           | ۱۱۷        | حلقه‌ای | ۰٫۹۵۹۶ | ۰۳ دقیقه ۴۹ ثانیه | ۳۴°۱۸′شمالی ۱۱۸°۵۴′غربی / ۳۴٫۳°شمالی ۱۱۸٫۹°غربی | ۱۹۰ کیلومتر (۱۲۰ مایل) |                 | [ ۱ ]    |
| ۴ سپتامبر ۱۲۲۵  | ۰۹:۲۱:۵۸           | ۱۲۲        | حلقه‌ای | ۰٫۹۹۷۷ | ۰۰ دقیقه ۱۲ ثانیه | ۳۱°۵۴′جنوبی ۱۹°۰۰′شرقی / ۳۱٫۹°جنوبی ۱۹٫۰°شرقی   | ۱۱ کیلومتر (۶٫۸ مایل)  |                 | [ ۱ ]    |
| ۲۹ ژانویه ۱۲۲۶  | ۱۶:۱۵:۵۴           | ۸۹         | جزئی   | ۰٫۳۲۵۹ | —                 | ۶۲°۱۸′جنوبی ۶۵°۱۲′شرقی / ۶۲٫۳°جنوبی ۶۵٫۲°شرقی   | —                      |                 | [ ۱ ]    |
| ۲۸ فوریه ۱۲۲۶   | ۰۳:۱۵:۰۵           | ۱۲۷        | جزئی   | ۰٫۳۸۱۸ | —                 | ۶۱°۰۰′شمالی ۵۶°۴۸′شرقی / ۶۱٫۰°شمالی ۵۶٫۸°شرقی   | —                      |                 | [ ۱ ]    |
| ۲۶ ژوئیه ۱۲۲۶   | ۰۰:۱۷:۲۶           | ۹۴         | جزئی   | ۰٫۲۷۱۳ | —                 | ۶۲°۳۶′شمالی ۵۱°۳۰′غربی / ۶۲٫۶°شمالی ۵۱٫۵°غربی   | —                      |                 | [ ۱ ]    |
| ۲۴ اوت ۱۲۲۶     | ۱۵:۲۵:۴۵           | ۱۳۲        | جزئی   | ۰٫۱۶۸۴ | —                 | ۶۱°۱۸′جنوبی ۱۲۲°۳۰′غربی / ۶۱٫۳°جنوبی ۱۲۲٫۵°غربی | —                      |                 | [ ۱ ]    |
| ۱۹ ژانویه ۱۲۲۷  | ۰۷:۵۰:۱۳           | ۹۹         | کامل   | ۱٫۰۴۵۰ | ۰۲ دقیقه ۵۹ ثانیه | ۵۷°۲۴′جنوبی ۹۴°۱۸′شرقی / ۵۷٫۴°جنوبی ۹۴٫۳°شرقی   | ۲۰۴ کیلومتر (۱۲۷ مایل) |                 | [ ۱ ]    |
| ۱۵ ژوئیه ۱۲۲۷   | ۰۰:۵۱:۰۵           | ۱۰۴        | حلقه‌ای | ۰٫۹۵۳۷ | ۰۳ دقیقه ۵۹ ثانیه | ۵۸°۱۸′شمالی ۱۶۷°۱۲′غربی / ۵۸٫۳°شمالی ۱۶۷٫۲°غربی | ۲۲۲ کیلومتر (۱۳۸ مایل) |                 | [ ۱ ]    |
| ۸ ژانویه ۱۲۲۸   | ۲۲:۴۲:۵۴           | ۱۰۹        | مرکب   | ۱٫۰۱۷۶ | ۰۱ دقیقه ۴۰ ثانیه | ۲۱°۳۶′جنوبی ۱۵۵°۰۶′غربی / ۲۱٫۶°جنوبی ۱۵۵٫۱°غربی | ۶۰ کیلومتر (۳۷ مایل)   |                 | [ ۱ ]    |
| ۳ ژوئیه ۱۲۲۸    | ۰۶:۱۳:۴۶           | ۱۱۴        | مرکب   | ۱٫۰۰۴۹ | ۰۰ دقیقه ۳۲ ثانیه | ۱۴°۳۶′شمالی ۸۸°۱۸′شرقی / ۱۴٫۶°شمالی ۸۸٫۳°شرقی   | ۱۷ کیلومتر (۱۱ مایل)   |                 | [ ۱ ]    |
| ۲۸ دسامبر ۱۲۲۸  | ۰۸:۲۲:۰۱           | ۱۱۹        | حلقه‌ای | ۰٫۹۵۶۳ | ۰۵ دقیقه ۰۴ ثانیه | ۲۲°۳۰′شمالی ۴۹°۴۲′شرقی / ۲۲٫۵°شمالی ۴۹٫۷°شرقی   | ۲۲۷ کیلومتر (۱۴۱ مایل) |                 | [ ۱ ]    |
| ۲۲ ژوئیه ۱۲۲۹   | ۱۸:۵۰:۳۲           | ۱۲۴        | کامل   | ۱٫۰۴۹۶ | ۰۴ دقیقه ۱۰ ثانیه | ۳۹°۰۰′جنوبی ۱۰۹°۴۲′غربی / ۳۹٫۰°جنوبی ۱۰۹٫۷°غربی | ۳۶۰ کیلومتر (۲۲۰ مایل) |                 | [ ۱ ]    |
| ۱۷ دسامبر ۱۲۲۹  | ۱۰:۴۰:۲۱           | ۱۲۹        | جزئی   | ۰٫۲۱۳۲ | —                 | ۶۵°۳۰′شمالی ۶°۰۶′شرقی / ۶۵٫۵°شمالی ۶٫۱°شرقی     | —                      |                 | [ ۱ ]    |
| ۱۴ مه ۱۲۳۰      | ۰۴:۵۶:۱۰           | ۹۶         | کامل   | ۱٫۰۵۹۷ | ۰۳ دقیقه ۱۷ ثانیه | ۸۲°۳۰′شمالی ۵۲°۲۴′شرقی / ۸۲٫۵°شمالی ۵۲٫۴°شرقی   | ۴۷۶ کیلومتر (۲۹۶ مایل) |                 | [ ۱ ]    |
| ۶ نوامبر ۱۲۳۰   | ۱۵:۵۲:۵۸           | ۱۰۱        | حلقه‌ای | ۰٫۹۳۸۰ | ۰۴ دقیقه ۲۱ ثانیه | ۷۹°۳۶′جنوبی ۱۱۶°۰۶′غربی / ۷۹٫۶°جنوبی ۱۱۶٫۱°غربی | ۵۷۴ کیلومتر (۳۵۷ مایل) |                 | [ ۱ ]    |
| ۳ مه ۱۲۳۱       | ۱۹:۲۷:۰۵           | ۱۰۶        | کامل   | ۱٫۰۲۲۴ | ۰۲ دقیقه ۱۱ ثانیه | ۲۷°۴۸′شمالی ۱۱۲°۱۸′غربی / ۲۷٫۸°شمالی ۱۱۲٫۳°غربی | ۷۸ کیلومتر (۴۸ مایل)   |                 | [ ۱ ]    |
| ۲۶ اکتبر ۱۲۳۱   | ۲۳:۱۴:۲۷           | ۱۱۱        | مرکب   | ۱٫۰۰۳۳ | ۰۰ دقیقه ۲۰ ثانیه | ۲۴°۳۶′جنوبی ۱۷۲°۱۲′غربی / ۲۴٫۶°جنوبی ۱۷۲٫۲°غربی | ۱۲ کیلومتر (۷٫۵ مایل)  |                 | [ ۱ ]    |
| ۲۲ آوریل ۱۲۳۲   | ۰۳:۲۰:۱۶           | ۱۱۶        | حلقه‌ای | ۰٫۹۶۳۶ | ۰۴ دقیقه ۱۸ ثانیه | ۲۲°۱۲′جنوبی ۱۴۰°۱۸′شرقی / ۲۲٫۲°جنوبی ۱۴۰٫۳°شرقی | ۱۶۵ کیلومتر (۱۰۳ مایل) |                 | [ ۱ ]    |
| ۱۵ اکتبر ۱۲۳۲   | ۱۳:۰۴:۳۸           | ۱۲۱        | کامل   | ۱٫۰۴۶۹ | ۰۴ دقیقه ۱۴ ثانیه | ۱۹°۳۰′شمالی ۸°۵۴′غربی / ۱۹٫۵°شمالی ۸٫۹°غربی     | ۱۸۳ کیلومتر (۱۱۴ مایل) |                 | [ ۱ ]    |
| ۱۲ مارس ۱۲۳۳    | ۱۲:۱۰:۱۹           | ۸۸         | جزئی   | ۰٫۰۱۲۱ | —                 | ۷۲°۰۰′شمالی ۸۶°۴۲′غربی / ۷۲٫۰°شمالی ۸۶٫۷°غربی   | —                      |                 | [ ۱ ]    |
| ۱۱ آوریل ۱۲۳۳   | ۰۴:۴۱:۲۴           | ۱۲۶        | جزئی   | ۰٫۳۲۷۸ | —                 | ۷۱°۱۲′جنوبی ۱۶۷°۴۲′شرقی / ۷۱٫۲°جنوبی ۱۶۷٫۷°شرقی | —                      |                 | [ ۱ ]    |
| ۵ سپتامبر ۱۲۳۳  | ۱۹:۴۹:۳۰           | ۹۳         | جزئی   | ۰٫۲۱۵۶ | —                 | ۷۱°۵۴′جنوبی ۱۶۶°۳۰′شرقی / ۷۱٫۹°جنوبی ۱۶۶٫۵°شرقی | —                      |                 | [ ۱ ]    |
| ۵ اکتبر ۱۲۳۳    | ۰۵:۱۴:۳۴           | ۱۳۱        | جزئی   | ۰٫۶۱۷۴ | —                 | ۷۱°۳۶′شمالی ۱۶۷°۲۴′شرقی / ۷۱٫۶°شمالی ۱۶۷٫۴°شرقی | —                      |                 | [ ۱ ]    |
| ۱ مارس ۱۲۳۴     | ۱۵:۲۷:۰۱           | ۹۸         | حلقه‌ای | ۰٫۹۶۹۳ | ۰۲ دقیقه ۴۹ ثانیه | ۴۵°۱۲′شمالی ۶۶°۰۰′غربی / ۴۵٫۲°شمالی ۶۶٫۰°غربی   | ۱۸۰ کیلومتر (۱۱۰ مایل) |                 | [ ۱ ]    |
| ۲۶ اوت ۱۲۳۴     | ۰۷:۰۷:۱۹           | ۱۰۳        | حلقه‌ای | ۰٫۹۸۲۹ | ۰۱ دقیقه ۳۹ ثانیه | ۳۸°۰۰′جنوبی ۶۰°۰۰′شرقی / ۳۸٫۰°جنوبی ۶۰٫۰°شرقی   | ۹۰ کیلومتر (۵۶ مایل)   |                 | [ ۱ ]    |
| ۱۹ فوریه ۱۲۳۵   | ۰۱:۵۰:۴۹           | ۱۰۸        | کامل   | ۱٫۰۲۸۰ | ۰۲ دقیقه ۴۵ ثانیه | ۶°۳۶′جنوبی ۱۵۷°۴۸′شرقی / ۶٫۶°جنوبی ۱۵۷٫۸°شرقی   | ۹۵ کیلومتر (۵۹ مایل)   |                 | [ ۱ ]    |
| ۱۵ اوت ۱۲۳۵     | ۱۱:۱۷:۲۳           | ۱۱۳        | حلقه‌ای | ۰٫۹۴۸۱ | ۰۶ دقیقه ۴۰ ثانیه | ۱۱°۵۴′شمالی ۱۳°۴۲′شرقی / ۱۱٫۹°شمالی ۱۳٫۷°شرقی   | ۱۹۱ کیلومتر (۱۱۹ مایل) |                 | [ ۱ ]    |
| ۸ فوریه ۱۲۳۶    | ۱۷:۰۷:۲۸           | ۱۱۸        | کامل   | ۱٫۰۵۰۱ | ۰۳ دقیقه ۳۶ ثانیه | ۵۱°۱۸′جنوبی ۵۵°۳۰′غربی / ۵۱٫۳°جنوبی ۵۵٫۵°غربی   | ۲۱۷ کیلومتر (۱۳۵ مایل) |                 | [ ۱ ]    |
| ۳ اوت ۱۲۳۶      | ۱۱:۳۳:۰۳           | ۱۲۳        | حلقه‌ای | ۰٫۹۴۳۲ | ۰۴ دقیقه ۵۷ ثانیه | ۶۱°۵۴′شمالی ۲۹°۴۸′شرقی / ۶۱٫۹°شمالی ۲۹٫۸°شرقی   | ۳۱۴ کیلومتر (۱۹۵ مایل) |                 | [ ۱ ]    |
| ۲۹ دسامبر ۱۲۳۶  | ۲۰:۴۹:۵۸           | ۹۰         | جزئی   | ۰٫۲۵۳۷ | —                 | ۶۷°۲۴′شمالی ۱۳۱°۲۴′غربی / ۶۷٫۴°شمالی ۱۳۱٫۴°غربی | —                      |                 | [ ۱ ]    |
| ۲۸ ژانویه ۱۲۳۷  | ۰۸:۴۴:۵۰           | ۱۲۸        | جزئی   | ۰٫۳۷۵۹ | —                 | ۷۰°۰۰′جنوبی ۱۶۲°۱۲′غربی / ۷۰٫۰°جنوبی ۱۶۲٫۲°غربی | —                      |                 | [ ۱ ]    |
| ۲۴ ژوئیه ۱۲۳۷   | ۰۴:۴۱:۰۹           | ۹۵         | جزئی   | ۰٫۵۸۱۴ | —                 | ۶۶°۴۲′جنوبی ۱۱۶°۴۲′شرقی / ۶۶٫۷°جنوبی ۱۱۶٫۷°شرقی | —                      |                 | [ ۱ ]    |
| ۲۳ ژوئیه ۱۲۳۷   | ۱۵:۲۰:۴۳           | ۱۳۳        | جزئی   | ۰٫۱۶۸۱ | —                 | ۶۹°۲۴′شمالی ۱۰۶°۴۲′شرقی / ۶۹٫۴°شمالی ۱۰۶٫۷°شرقی | —                      |                 | [ ۱ ]    |
| ۱۹ دسامبر ۱۲۳۷  | ۰۴:۲۳:۱۱           | ۱۰۰        | حلقه‌ای | ۰٫۹۴۰۴ | ۰۷ دقیقه ۱۱ ثانیه | ۲۷°۱۸′شمالی ۱۲۰°۳۰′شرقی / ۲۷٫۳°شمالی ۱۲۰٫۵°شرقی | ۳۴۸ کیلومتر (۲۱۶ مایل) |                 | [ ۱ ]    |
| ۱۳ ژوئیه ۱۲۳۸   | ۱۸:۵۳:۳۳           | ۱۰۵        | کامل   | ۱٫۰۶۸۹ | ۰۶ دقیقه ۳۸ ثانیه | ۱°۴۲′جنوبی ۹۸°۱۲′غربی / ۱٫۷°جنوبی ۹۸٫۲°غربی     | ۲۴۸ کیلومتر (۱۵۴ مایل) |                 | [ ۱ ]    |
| ۸ دسامبر ۱۲۳۸   | ۰۵:۰۲:۱۶           | ۱۱۰        | حلقه‌ای | ۰٫۹۱۷۵ | ۱۱ دقیقه ۲۳ ثانیه | ۱۷°۵۴′جنوبی ۱۰۷°۰۶′شرقی / ۱۷٫۹°جنوبی ۱۰۷٫۱°شرقی | ۳۱۵ کیلومتر (۱۹۶ مایل) |                 | [ ۱ ]    |
| ۳ ژوئیه ۱۲۳۹    | ۱۲:۰۷:۱۷           | ۱۱۵        | کامل   | ۱٫۰۷۷۱ | ۰۵ دقیقه ۵۸ ثانیه | ۴۱°۱۸′شمالی ۴°۱۲′غربی / ۴۱٫۳°شمالی ۴٫۲°غربی     | ۲۶۳ کیلومتر (۱۶۳ مایل) |                 | [ ۱ ]    |
| ۲۷ نوامبر ۱۲۳۹  | ۰۴:۳۳:۳۵           | ۱۲۰        | حلقه‌ای | ۰٫۹۳۱۸ | ۰۶ دقیقه ۱۶ ثانیه | ۵۶°۳۰′جنوبی ۹۸°۰۶′شرقی / ۵۶٫۵°جنوبی ۹۸٫۱°شرقی   | ۳۱۳ کیلومتر (۱۹۴ مایل) |                 | [ ۱ ]    |
| ۲۳ مه ۱۲۴۰      | ۰۳:۴۱:۱۹           | ۱۲۵        | جزئی   | ۰٫۸۳۱۶ | —                 | ۶۴°۰۰′شمالی ۱۹°۰۰′غربی / ۶۴٫۰°شمالی ۱۹٫۰°غربی   | —                      |                 | [ ۱ ]    |
| ۱۶ اکتبر ۱۲۴۰   | ۲۱:۳۰:۰۵           | ۹۲         | جزئی   | ۰٫۰۲۳۷ | —                 | ۶۱°۴۲′شمالی ۷۶°۵۴′غربی / ۶۱٫۷°شمالی ۷۶٫۹°غربی   | —                      |                 | [ ۱ ]    |
| ۱۵ نوامبر ۱۲۴۰  | ۱۰:۰۱:۰۴           | ۱۳۰        | جزئی   | ۰٫۵۶۴۹ | —                 | ۶۳°۱۸′جنوبی ۱۰۸°۳۰′غربی / ۶۳٫۳°جنوبی ۱۰۸٫۵°غربی | —                      |                 | [ ۱ ]    |
| ۱۲ آوریل ۱۲۴۱   | ۲۳:۳۶:۴۸           | ۹۷         | حلقه‌ای | ۰٫۹۴۶۲ | ۰۵ دقیقه ۱۴ ثانیه | ۴۱°۰۶′جنوبی ۱۴۱°۳۶′غربی / ۴۱٫۱°جنوبی ۱۴۱٫۶°غربی | ۳۷۶ کیلومتر (۲۳۴ مایل) |                 | [ ۱ ]    |
| ۶ اکتبر ۱۲۴۱    | ۱۲:۳۲:۰۱           | ۱۰۲        | کامل   | ۱٫۰۴۹۴ | ۰۳ دقیقه ۳۸ ثانیه | ۳۹°۱۲′شمالی ۲۰°۱۸′شرقی / ۳۹٫۲°شمالی ۲۰٫۳°شرقی   | ۲۷۴ کیلومتر (۱۷۰ مایل) |                 | [ ۱ ]    |
| ۱ آوریل ۱۲۴۲    | ۲۳:۵۹:۵۲           | ۱۰۷        | حلقه‌ای | ۰٫۹۳۹۳ | ۰۷ دقیقه ۰۴ ثانیه | ۱°۰۶′شمالی ۱۷۳°۳۶′غربی / ۱٫۱°شمالی ۱۷۳٫۶°غربی   | ۲۲۷ کیلومتر (۱۴۱ مایل) |                 | [ ۱ ]    |
| ۲۶ سپتامبر ۱۲۴۲ | ۰۴:۳۵:۳۹           | ۱۱۲        | کامل   | ۱٫۰۴۴۳ | ۰۳ دقیقه ۴۸ ثانیه | ۲°۱۲′شمالی ۱۱۴°۱۸′شرقی / ۲٫۲°شمالی ۱۱۴٫۳°شرقی   | ۱۴۹ کیلومتر (۹۳ مایل)  |                 | [ ۱ ]    |
| ۲۲ مارس ۱۲۴۳    | ۰۲:۱۰:۲۶           | ۱۱۷        | حلقه‌ای | ۰٫۹۶۵۹ | ۰۳ دقیقه ۰۸ ثانیه | ۳۵°۳۰′شمالی ۱۲۹°۵۴′شرقی / ۳۵٫۵°شمالی ۱۲۹٫۹°شرقی | ۱۵۲ کیلومتر (۹۴ مایل)  |                 | [ ۱ ]    |
| ۱۵ سپتامبر ۱۲۴۳ | ۱۷:۰۱:۴۵           | ۱۲۲        | حلقه‌ای | ۰٫۹۹۲۰ | ۰۰ دقیقه ۴۲ ثانیه | ۳۳°۰۰′جنوبی ۹۶°۰۰′غربی / ۳۳٫۰°جنوبی ۹۶٫۰°غربی   | ۳۵ کیلومتر (۲۲ مایل)   |                 | [ ۱ ]    |
| ۱۰ فوریه ۱۲۴۴   | ۰۰:۴۵:۳۷           | ۸۹         | جزئی   | ۰٫۲۹۷۹ | —                 | ۶۱°۴۲′جنوبی ۷۱°۲۴′غربی / ۶۱٫۷°جنوبی ۷۱٫۴°غربی   | —                      |                 | [ ۱ ]    |
| ۱۰ مارس ۱۲۴۴    | ۱۱:۱۴:۴۳           | ۱۲۷        | جزئی   | ۰٫۴۵۲۵ | —                 | ۶۰°۵۴′شمالی ۷۲°۰۰′غربی / ۶۰٫۹°شمالی ۷۲٫۰°غربی   | —                      |                 | [ ۱ ]    |
| ۵ اوت ۱۲۴۴      | ۰۶:۵۴:۲۰           | ۹۴         | جزئی   | ۰٫۱۴۲۱ | —                 | ۶۲°۰۰′شمالی ۱۶۰°۰۰′غربی / ۶۲٫۰°شمالی ۱۶۰٫۰°غربی | —                      |                 | [ ۱ ]    |
| ۳ سپتامبر ۱۲۴۴  | ۲۲:۳۱:۲۲           | ۱۳۲        | جزئی   | ۰٫۲۶۲۳ | —                 | ۶۱°۰۰′جنوبی ۱۲۲°۰۶′شرقی / ۶۱٫۰°جنوبی ۱۲۲٫۱°شرقی | —                      |                 | [ ۱ ]    |
| ۲۹ ژانویه ۱۲۴۵  | ۱۶:۳۲:۰۶           | ۹۹         | کامل   | ۱٫۰۴۶۵ | ۰۳ دقیقه ۰۵ ثانیه | ۵۴°۰۰′جنوبی ۳۳°۴۸′غربی / ۵۴٫۰°جنوبی ۳۳٫۸°غربی   | ۲۱۳ کیلومتر (۱۳۲ مایل) |                 | [ ۱ ]    |
| ۲۵ ژوئیه ۱۲۴۵   | ۰۷:۲۹:۴۲           | ۱۰۴        | حلقه‌ای | ۰٫۹۵۲۸ | ۰۳ دقیقه ۵۲ ثانیه | ۵۹°۳۶′شمالی ۱۰۲°۱۸′شرقی / ۵۹٫۶°شمالی ۱۰۲٫۳°شرقی | ۲۵۱ کیلومتر (۱۵۶ مایل) |                 | [ ۱ ]    |
| ۱۹ ژانویه ۱۲۴۶  | ۰۷:۲۰:۳۳           | ۱۰۹        | مرکب   | ۱٫۰۱۶۶ | ۰۱ دقیقه ۳۴ ثانیه | ۱۹°۳۶′جنوبی ۷۶°۱۸′شرقی / ۱۹٫۶°جنوبی ۷۶٫۳°شرقی   | ۵۷ کیلومتر (۳۵ مایل)   |                 | [ ۱ ]    |
| ۱۴ ژوئیه ۱۲۴۶   | ۱۳:۱۵:۱۹           | ۱۱۴        | مرکب   | ۱٫۰۰۷۴ | ۰۰ دقیقه ۴۶ ثانیه | ۱۷°۱۲′شمالی ۱۶°۱۲′غربی / ۱۷٫۲°شمالی ۱۶٫۲°غربی   | ۲۶ کیلومتر (۱۶ مایل)   |                 | [ ۱ ]    |
| ۸ ژانویه ۱۲۴۷   | ۱۶:۴۳:۱۵           | ۱۱۹        | حلقه‌ای | ۰٫۹۵۴۷ | ۰۵ دقیقه ۰۹ ثانیه | ۲۳°۰۶′شمالی ۷۸°۰۶′غربی / ۲۳٫۱°شمالی ۷۸٫۱°غربی   | ۲۳۴ کیلومتر (۱۴۵ مایل) |                 | [ ۱ ]    |
| ۴ ژوئیه ۱۲۴۷    | ۰۲:۱۱:۴۷           | ۱۲۴        | کامل   | ۱٫۰۵۳۹ | ۰۴ دقیقه ۴۲ ثانیه | ۳۰°۵۴′جنوبی ۱۳۷°۵۴′شرقی / ۳۰٫۹°جنوبی ۱۳۷٫۹°شرقی | ۳۰۴ کیلومتر (۱۸۹ مایل) |                 | [ ۱ ]    |
| ۲۸ دسامبر ۱۲۴۷  | ۱۸:۴۴:۲۷           | ۱۲۹        | جزئی   | ۰٫۲۲۱۳ | —                 | ۶۴°۳۰′شمالی ۱۲۵°۰۶′غربی / ۶۴٫۵°شمالی ۱۲۵٫۱°غربی | —                      |                 | [ ۱ ]    |
| ۲۴ مه ۱۲۴۸      | ۱۲:۲۴:۴۷           | ۹۶         | کامل   | ۱٫۰۵۴۹ | ۰۲ دقیقه ۴۲ ثانیه | ۷۸°۱۲′شمالی ۱۷۰°۵۴′غربی / ۷۸٫۲°شمالی ۱۷۰٫۹°غربی | ۹۹۷ کیلومتر (۶۲۰ مایل) |                 | [ ۱ ]    |
| ۲۲ ژوئیه ۱۲۴۸   | ۱۹:۰۹:۳۶           | ۱۳۴        | جزئی   | ۰٫۰۲۲۳ | —                 | ۶۵°۱۲′جنوبی ۱۲۵°۵۴′غربی / ۶۵٫۲°جنوبی ۱۲۵٫۹°غربی | —                      |                 | [ ۱ ]    |
| ۱۷ نوامبر ۱۲۴۸  | ۰۰:۰۲:۱۶           | ۱۰۱        | حلقه‌ای | ۰٫۹۳۸۵ | ۰۴ دقیقه ۱۰ ثانیه | ۸۴°۲۴′جنوبی ۱۰۷°۵۴′شرقی / ۸۴٫۴°جنوبی ۱۰۷٫۹°شرقی | ۵۹۹ کیلومتر (۳۷۲ مایل) |                 | [ ۱ ]    |
| ۱۴ مه ۱۲۴۹      | ۰۲:۴۱:۱۴           | ۱۰۶        | کامل   | ۱٫۰۲۰۴ | ۰۱ دقیقه ۵۶ ثانیه | ۳۴°۴۲′شمالی ۱۳۹°۰۰′شرقی / ۳۴٫۷°شمالی ۱۳۹٫۰°شرقی | ۷۲ کیلومتر (۴۵ مایل)   |                 | [ ۱ ]    |
| ۶ نوامبر ۱۲۴۹   | ۰۷:۴۱:۱۱           | ۱۱۱        | مرکب   | ۱٫۰۰۴۱ | ۰۰ دقیقه ۲۴ ثانیه | ۲۸°۴۲′جنوبی ۶۱°۳۶′شرقی / ۲۸٫۷°جنوبی ۶۱٫۶°شرقی   | ۱۴ کیلومتر (۸٫۷ مایل)  |                 | [ ۱ ]    |
| ۳ مه ۱۲۵۰       | ۱۰:۱۳:۱۱           | ۱۱۶        | حلقه‌ای | ۰٫۹۶۳۹ | ۰۴ دقیقه ۳۲ ثانیه | ۱۴°۳۶′جنوبی ۳۳°۳۶′شرقی / ۱۴٫۶°جنوبی ۳۳٫۶°شرقی   | ۱۵۵ کیلومتر (۹۶ مایل)  |                 | [ ۱ ]    |
| ۲۶ اکتبر ۱۲۵۰   | ۲۱:۳۷:۲۶           | ۱۲۱        | کامل   | ۱٫۰۴۵۸ | ۰۴ دقیقه ۱۶ ثانیه | ۱۴°۵۴′شمالی ۱۳۹°۱۲′غربی / ۱۴٫۹°شمالی ۱۳۹٫۲°غربی | ۱۷۷ کیلومتر (۱۱۰ مایل) |                 | [ ۱ ]    |
| ۲۲ آوریل ۱۲۵۱   | ۱۱:۲۶:۳۲           | ۱۲۶        | جزئی   | ۰٫۴۴۲۳ | —                 | ۷۰°۳۰′جنوبی ۵۳°۰۶′شرقی / ۷۰٫۵°جنوبی ۵۳٫۱°شرقی   | —                      |                 | [ ۱ ]    |
| ۱۷ سپتامبر ۱۲۵۱ | ۰۳:۴۵:۵۲           | ۹۳         | جزئی   | ۰٫۱۳۵۱ | —                 | ۷۲°۰۰′جنوبی ۳۳°۰۶′شرقی / ۷۲٫۰°جنوبی ۳۳٫۱°شرقی   | —                      |                 | [ ۱ ]    |
| ۱۶ اکتبر ۱۲۵۱   | ۱۳:۳۹:۲۰           | ۱۳۱        | جزئی   | ۰٫۶۵۷۸ | —                 | ۷۱°۰۰′شمالی ۲۷°۲۴′شرقی / ۷۱٫۰°شمالی ۲۷٫۴°شرقی   | —                      |                 | [ ۱ ]    |
| ۱۱ مارس ۱۲۵۲    | ۲۳:۰۸:۳۶           | ۹۸         | حلقه‌ای | ۰٫۹۷۴۵ | ۰۲ دقیقه ۰۹ ثانیه | ۵۲°۱۲′شمالی ۱۷۲°۴۸′شرقی / ۵۲٫۲°شمالی ۱۷۲٫۸°شرقی | ۱۶۳ کیلومتر (۱۰۱ مایل) |                 | [ ۱ ]    |
| ۵ سپتامبر ۱۲۵۲  | ۱۴:۳۲:۱۸           | ۱۰۳        | حلقه‌ای | ۰٫۹۷۵۷ | ۰۲ دقیقه ۱۱ ثانیه | ۴۶°۱۲′جنوبی ۵۷°۰۰′غربی / ۴۶٫۲°جنوبی ۵۷٫۰°غربی   | ۱۴۳ کیلومتر (۸۹ مایل)  |                 | [ ۱ ]    |
| ۱ مارس ۱۲۵۳     | ۱۰:۰۲:۵۶           | ۱۰۸        | کامل   | ۱٫۰۳۳۶ | ۰۳ دقیقه ۱۵ ثانیه | ۰°۴۸′جنوبی ۳۳°۲۴′شرقی / ۰٫۸°جنوبی ۳۳٫۴°شرقی     | ۱۱۳ کیلومتر (۷۰ مایل)  |                 | [ ۱ ]    |
| ۲۵ اوت ۱۲۵۳     | ۱۸:۱۱:۵۳           | ۱۱۳        | حلقه‌ای | ۰٫۹۴۴۰ | ۰۷ دقیقه ۱۶ ثانیه | ۴°۲۴′شمالی ۹۱°۴۸′غربی / ۴٫۴°شمالی ۹۱٫۸°غربی     | ۲۰۷ کیلومتر (۱۲۹ مایل) |                 | [ ۱ ]    |
| ۱۹ فوریه ۱۲۵۴   | ۰۱:۳۶:۱۸           | ۱۱۸        | کامل   | ۱٫۰۵۳۴ | ۰۳ دقیقه ۵۹ ثانیه | ۴۵°۲۴′جنوبی ۱۷۶°۱۸′شرقی / ۴۵٫۴°جنوبی ۱۷۶٫۳°شرقی | ۲۲۵ کیلومتر (۱۴۰ مایل) |                 | [ ۱ ]    |
| ۱۴ اوت ۱۲۵۴     | ۱۸:۱۹:۴۳           | ۱۲۳        | حلقه‌ای | ۰٫۹۴۳۳ | ۰۵ دقیقه ۲۳ ثانیه | ۵۲°۳۶′شمالی ۷۵°۴۸′غربی / ۵۲٫۶°شمالی ۷۵٫۸°غربی   | ۲۸۲ کیلومتر (۱۷۵ مایل) |                 | [ ۱ ]    |
| ۱۰ ژانویه ۱۲۵۵  | ۰۵:۲۵:۵۶           | ۹۰         | جزئی   | ۰٫۲۳۷۶ | —                 | ۶۸°۳۰′شمالی ۸۸°۰۶′شرقی / ۶۸٫۵°شمالی ۸۸٫۱°شرقی   | —                      |                 | [ ۱ ]    |
| ۸ فوریه ۱۲۵۵    | ۱۷:۱۵:۴۳           | ۱۲۸        | جزئی   | ۰٫۳۹۹۱ | —                 | ۷۰°۴۸′جنوبی ۵۷°۰۰′شرقی / ۷۰٫۸°جنوبی ۵۷٫۰°شرقی   | —                      |                 | [ ۱ ]    |
| ۵ ژوئیه ۱۲۵۵    | ۱۱:۴۷:۰۲           | ۹۵         | جزئی   | ۰٫۴۵۰۳ | —                 | ۶۷°۴۲′جنوبی ۰°۴۸′غربی / ۶۷٫۷°جنوبی ۰٫۸°غربی     | —                      |                 | [ ۱ ]    |
| ۳ اوت ۱۲۵۵      | ۲۲:۲۳:۳۹           | ۱۳۳        | جزئی   | ۰٫۲۹۹۶ | —                 | ۷۰°۱۲′شمالی ۱۱°۳۰′غربی / ۷۰٫۲°شمالی ۱۱٫۵°غربی   | —                      |                 | [ ۱ ]    |
| ۳۰ دسامبر ۱۲۵۵  | ۱۲:۳۹:۰۹           | ۱۰۰        | حلقه‌ای | ۰٫۹۳۸۵ | ۰۷ دقیقه ۲۳ ثانیه | ۲۸°۵۴′شمالی ۶°۳۰′غربی / ۲۸٫۹°شمالی ۶٫۵°غربی     | ۳۶۵ کیلومتر (۲۲۷ مایل) |                 | [ ۱ ]    |
| ۲۴ ژوئیه ۱۲۵۶   | ۰۲:۱۷:۲۲           | ۱۰۵        | کامل   | ۱٫۰۶۹۸ | ۰۶ دقیقه ۴۲ ثانیه | ۷°۰۰′جنوبی ۱۴۹°۲۴′شرقی / ۷٫۰°جنوبی ۱۴۹٫۴°شرقی   | ۲۶۳ کیلومتر (۱۶۳ مایل) |                 | [ ۱ ]    |
| ۱۸ دسامبر ۱۲۵۶  | ۱۳:۰۴:۳۸           | ۱۱۰        | حلقه‌ای | ۰٫۹۱۷۲ | ۱۱ دقیقه ۳۹ ثانیه | ۱۷°۳۰′جنوبی ۱۲°۴۲′غربی / ۱۷٫۵°جنوبی ۱۲٫۷°غربی   | ۳۱۷ کیلومتر (۱۹۷ مایل) |                 | [ ۱ ]    |
| ۱۳ ژوئیه ۱۲۵۷   | ۱۹:۳۳:۲۱           | ۱۱۵        | کامل   | ۱٫۰۷۶۵ | ۰۶ دقیقه ۱۱ ثانیه | ۳۷°۳۶′شمالی ۱۱۲°۴۸′غربی / ۳۷٫۶°شمالی ۱۱۲٫۸°غربی | ۲۵۵ کیلومتر (۱۵۸ مایل) |                 | [ ۱ ]    |
| ۷ دسامبر ۱۲۵۷   | ۱۲:۴۴:۳۶           | ۱۲۰        | حلقه‌ای | ۰٫۹۳۳۲ | ۰۶ دقیقه ۰۹ ثانیه | ۵۷°۵۴′جنوبی ۱۸°۵۴′غربی / ۵۷٫۹°جنوبی ۱۸٫۹°غربی   | ۳۰۵ کیلومتر (۱۹۰ مایل) |                 | [ ۱ ]    |
| ۳ ژوئیه ۱۲۵۸    | ۱۰:۵۴:۱۹           | ۱۲۵        | جزئی   | ۰٫۹۶۲۸ | —                 | ۶۴°۵۴′شمالی ۱۳۷°۰۶′غربی / ۶۴٫۹°شمالی ۱۳۷٫۱°غربی | —                      |                 | [ ۱ ]    |
| ۲۶ نوامبر ۱۲۵۸  | ۱۸:۳۱:۲۶           | ۱۳۰        | جزئی   | ۰٫۵۸۲۶ | —                 | ۶۴°۱۲′جنوبی ۱۱۴°۱۸′شرقی / ۶۴٫۲°جنوبی ۱۱۴٫۳°شرقی | —                      |                 | [ ۱ ]    |
| ۲۴ آوریل ۱۲۵۹   | ۰۶:۲۸:۴۸           | ۹۷         | حلقه‌ای | ۰٫۹۴۴۵ | ۰۵ دقیقه ۱۵ ثانیه | ۴۶°۵۴′جنوبی ۱۱۷°۵۴′شرقی / ۴۶٫۹°جنوبی ۱۱۷٫۹°شرقی | ۵۴۸ کیلومتر (۳۴۱ مایل) |                 | [ ۱ ]    |
| ۱۷ اکتبر ۱۲۵۹   | ۲۱:۰۰:۳۰           | ۱۰۲        | کامل   | ۱٫۰۴۶۴ | ۰۳ دقیقه ۳۰ ثانیه | ۳۸°۲۴′شمالی ۱۰۸°۴۸′غربی / ۳۸٫۴°شمالی ۱۰۸٫۸°غربی | ۲۷۴ کیلومتر (۱۷۰ مایل) |                 | [ ۱ ]    |
| ۱۲ آوریل ۱۲۶۰   | ۰۶:۵۱:۵۹           | ۱۰۷        | حلقه‌ای | ۰٫۹۴۲۶ | ۰۶ دقیقه ۴۸ ثانیه | ۱°۳۰′شمالی ۸۳°۵۴′شرقی / ۱٫۵°شمالی ۸۳٫۹°شرقی     | ۲۱۶ کیلومتر (۱۳۴ مایل) |                 | [ ۱ ]    |
| ۶ اکتبر ۱۲۶۰    | ۱۲:۵۰:۲۵           | ۱۱۲        | کامل   | ۱٫۰۳۹۰ | ۰۳ دقیقه ۲۵ ثانیه | ۰°۲۴′جنوبی ۹°۳۶′غربی / ۰٫۴°جنوبی ۹٫۶°غربی       | ۱۳۲ کیلومتر (۸۲ مایل)  |                 | [ ۱ ]    |
| ۱ آوریل ۱۲۶۱    | ۰۹:۳۰:۵۶           | ۱۱۷        | حلقه‌ای | ۰٫۹۷۲۴ | ۰۲ دقیقه ۳۱ ثانیه | ۳۶°۳۶′شمالی ۲۱°۰۰′شرقی / ۳۶٫۶°شمالی ۲۱٫۰°شرقی   | ۱۱۷ کیلومتر (۷۳ مایل)  |                 | [ ۱ ]    |
| ۲۶ سپتامبر ۱۲۶۱ | ۰۰:۴۸:۳۱           | ۱۲۲        | حلقه‌ای | ۰٫۹۸۶۳ | ۰۱ دقیقه ۱۲ ثانیه | ۳۵°۰۰′جنوبی ۱۴۷°۱۸′شرقی / ۳۵٫۰°جنوبی ۱۴۷٫۳°شرقی | ۵۹ کیلومتر (۳۷ مایل)   |                 | [ ۱ ]    |
| ۲۰ فوریه ۱۲۶۲   | ۰۹:۰۹:۲۰           | ۸۹         | جزئی   | ۰٫۲۵۹۵ | —                 | ۶۱°۲۴′جنوبی ۱۵۳°۴۲′شرقی / ۶۱٫۴°جنوبی ۱۵۳٫۷°شرقی | —                      |                 | [ ۱ ]    |
| ۲۱ مارس ۱۲۶۲    | ۱۹:۰۸:۳۳           | ۱۲۷        | جزئی   | ۰٫۵۳۳۹ | —                 | ۶۱°۰۰′شمالی ۱۶۰°۴۲′شرقی / ۶۱٫۰°شمالی ۱۶۰٫۷°شرقی | —                      |                 | [ ۱ ]    |
| ۱۶ اوت ۱۲۶۲     | ۱۳:۳۹:۰۰           | ۹۴         | جزئی   | ۰٫۰۲۵۴ | —                 | ۶۱°۳۰′شمالی ۸۹°۴۸′شرقی / ۶۱٫۵°شمالی ۸۹٫۸°شرقی   | —                      |                 | [ ۱ ]    |
| ۱۵ سپتامبر ۱۲۶۲ | ۰۵:۴۵:۰۷           | ۱۳۲        | جزئی   | ۰٫۳۴۳۶ | —                 | ۶۰°۵۴′جنوبی ۴°۵۴′شرقی / ۶۰٫۹°جنوبی ۴٫۹°شرقی     | —                      |                 | [ ۱ ]    |
| ۱۰ فوریه ۱۲۶۳   | ۰۱:۰۸:۰۹           | ۹۹         | کامل   | ۱٫۰۴۸۰ | ۰۳ دقیقه ۱۳ ثانیه | ۵۰°۴۲′جنوبی ۱۶۱°۳۰′غربی / ۵۰٫۷°جنوبی ۱۶۱٫۵°غربی | ۲۲۴ کیلومتر (۱۳۹ مایل) |                 | [ ۱ ]    |
| ۵ اوت ۱۲۶۳      | ۱۴:۱۴:۴۳           | ۱۰۴        | حلقه‌ای | ۰٫۹۵۱۵ | ۰۳ دقیقه ۴۹ ثانیه | ۶۰°۰۰′شمالی ۱۰°۱۲′شرقی / ۶۰٫۰°شمالی ۱۰٫۲°شرقی   | ۲۹۵ کیلومتر (۱۸۳ مایل) |                 | [ ۱ ]    |
| ۳۰ ژانویه ۱۲۶۴  | ۱۵:۵۲:۲۶           | ۱۰۹        | مرکب   | ۱٫۰۱۵۹ | ۰۱ دقیقه ۲۹ ثانیه | ۱۷°۰۶′جنوبی ۵۱°۱۲′غربی / ۱۷٫۱°جنوبی ۵۱٫۲°غربی   | ۵۵ کیلومتر (۳۴ مایل)   |                 | [ ۱ ]    |
| ۲۴ ژوئیه ۱۲۶۴   | ۲۰:۲۲:۴۴           | ۱۱۴        | مرکب   | ۱٫۰۰۹۳ | ۰۰ دقیقه ۵۶ ثانیه | ۱۸°۴۸′شمالی ۱۲۱°۵۴′غربی / ۱۸٫۸°شمالی ۱۲۱٫۹°غربی | ۳۲ کیلومتر (۲۰ مایل)   |                 | [ ۱ ]    |
| ۱۹ ژانویه ۱۲۶۵  | ۰۰:۵۷:۳۵           | ۱۱۹        | حلقه‌ای | ۰٫۹۵۳۸ | ۰۵ دقیقه ۰۸ ثانیه | ۲۳°۵۴′شمالی ۱۵۶°۰۰′شرقی / ۲۳٫۹°شمالی ۱۵۶٫۰°شرقی | ۲۳۴ کیلومتر (۱۴۵ مایل) |                 | [ ۱ ]    |
| ۱۴ ژوئیه ۱۲۶۵   | ۰۹:۳۷:۳۱           | ۱۲۴        | کامل   | ۱٫۰۵۶۸ | ۰۴ دقیقه ۵۹ ثانیه | ۲۵°۱۸′جنوبی ۲۵°۰۶′شرقی / ۲۵٫۳°جنوبی ۲۵٫۱°شرقی   | ۲۷۵ کیلومتر (۱۷۱ مایل) |                 | [ ۱ ]    |
| ۸ ژانویه ۱۲۶۶   | ۰۲:۴۴:۲۹           | ۱۲۹        | جزئی   | ۰٫۲۳۵۰ | —                 | ۶۳°۳۶′شمالی ۱۰۵°۱۲′شرقی / ۶۳٫۶°شمالی ۱۰۵٫۲°شرقی | —                      |                 | [ ۱ ]    |
| ۴ ژوئیه ۱۲۶۶    | ۱۹:۵۰:۳۲           | ۹۶         | جزئی   | ۰٫۹۱۵۶ | —                 | ۶۶°۴۸′شمالی ۶۰°۲۴′شرقی / ۶۶٫۸°شمالی ۶۰٫۴°شرقی   | —                      |                 | [ ۱ ]    |
| ۴ ژوئیه ۱۲۶۶    | ۰۲:۳۸:۳۰           | ۱۳۴        | جزئی   | ۰٫۱۵۷۸ | —                 | ۶۴°۱۸′جنوبی ۱۱۱°۴۸′شرقی / ۶۴٫۳°جنوبی ۱۱۱٫۸°شرقی | —                      |                 | [ ۱ ]    |
| ۲۸ نوامبر ۱۲۶۶  | ۰۸:۱۶:۰۱           | ۱۰۱        | حلقه‌ای | ۰٫۹۳۹۶ | ۰۴ دقیقه ۰۰ ثانیه | ۸۸°۳۰′جنوبی ۶۷°۴۲′غربی / ۸۸٫۵°جنوبی ۶۷٫۷°غربی   | ۶۰۸ کیلومتر (۳۷۸ مایل) |                 | [ ۱ ]    |
| ۲۵ مه ۱۲۶۷      | ۰۹:۴۹:۲۸           | ۱۰۶        | کامل   | ۱٫۰۱۷۷ | ۰۱ دقیقه ۳۷ ثانیه | ۴۱°۱۲′شمالی ۳۲°۵۴′شرقی / ۴۱٫۲°شمالی ۳۲٫۹°شرقی   | ۶۴ کیلومتر (۴۰ مایل)   |                 | [ ۱ ]    |
| ۱۷ نوامبر ۱۲۶۷  | ۱۶:۱۴:۳۴           | ۱۱۱        | مرکب   | ۱٫۰۰۵۲ | ۰۰ دقیقه ۳۰ ثانیه | ۳۱°۴۸′جنوبی ۶۵°۳۶′غربی / ۳۱٫۸°جنوبی ۶۵٫۶°غربی   | ۱۸ کیلومتر (۱۱ مایل)   |                 | [ ۱ ]    |
| ۱۳ مه ۱۲۶۸      | ۱۶:۵۶:۲۳           | ۱۱۶        | حلقه‌ای | ۰٫۹۶۳۸ | ۰۴ دقیقه ۴۴ ثانیه | ۷°۱۲′جنوبی ۶۹°۵۴′غربی / ۷٫۲°جنوبی ۶۹٫۹°غربی     | ۱۴۸ کیلومتر (۹۲ مایل)  |                 | [ ۱ ]    |
| ۶ نوامبر ۱۲۶۸   | ۰۶:۱۸:۱۶           | ۱۲۱        | کامل   | ۱٫۰۴۴۸ | ۰۴ دقیقه ۱۶ ثانیه | ۱۱°۱۲′شمالی ۸۸°۴۸′شرقی / ۱۱٫۲°شمالی ۸۸٫۸°شرقی   | ۱۷۲ کیلومتر (۱۰۷ مایل) |                 | [ ۱ ]    |
| ۲ مه ۱۲۶۹       | ۱۸:۰۳:۱۵           | ۱۲۶        | جزئی   | ۰٫۵۶۹۹ | —                 | ۶۹°۴۲′جنوبی ۵۸°۴۸′غربی / ۶۹٫۷°جنوبی ۵۸٫۸°غربی   | —                      |                 | [ ۱ ]    |
| ۲۷ سپتامبر ۱۲۶۹ | ۱۱:۴۹:۵۳           | ۹۳         | جزئی   | ۰٫۰۶۸۰ | —                 | ۷۱°۴۸′جنوبی ۱۰۲°۱۲′غربی / ۷۱٫۸°جنوبی ۱۰۲٫۲°غربی | —                      |                 | [ ۱ ]    |
| ۲۶ اکتبر ۱۲۶۹   | ۲۲:۱۱:۱۵           | ۱۳۱        | جزئی   | ۰٫۶۸۶۲ | —                 | ۷۰°۱۸′شمالی ۱۱۳°۴۸′غربی / ۷۰٫۳°شمالی ۱۱۳٫۸°غربی | —                      |                 | [ ۱ ]    |
| ۲۳ مارس ۱۲۷۰    | ۰۶:۴۳:۳۳           | ۹۸         | حلقه‌ای | ۰٫۹۷۹۵ | ۰۱ دقیقه ۳۵ ثانیه | ۶۰°۰۰′شمالی ۵۰°۴۲′شرقی / ۶۰٫۰°شمالی ۵۰٫۷°شرقی   | ۱۴۹ کیلومتر (۹۳ مایل)  |                 | [ ۱ ]    |
| ۱۶ سپتامبر ۱۲۷۰ | ۲۲:۰۴:۲۶           | ۱۰۳        | حلقه‌ای | ۰٫۹۶۸۶ | ۰۲ دقیقه ۳۸ ثانیه | ۵۴°۱۸′جنوبی ۱۷۷°۱۲′غربی / ۵۴٫۳°جنوبی ۱۷۷٫۲°غربی | ۲۱۱ کیلومتر (۱۳۱ مایل) |                 | [ ۱ ]    |
| ۱۲ مارس ۱۲۷۱    | ۱۸:۰۹:۳۴           | ۱۰۸        | کامل   | ۱٫۰۳۹۲ | ۰۳ دقیقه ۴۴ ثانیه | ۵°۲۴′شمالی ۸۹°۵۴′غربی / ۵٫۴°شمالی ۸۹٫۹°غربی     | ۱۳۲ کیلومتر (۸۲ مایل)  |                 | [ ۱ ]    |
| ۶ سپتامبر ۱۲۷۱  | ۰۱:۱۲:۰۰           | ۱۱۳        | حلقه‌ای | ۰٫۹۳۹۸ | ۰۷ دقیقه ۴۸ ثانیه | ۳°۰۰′جنوبی ۱۶۱°۰۰′شرقی / ۳٫۰°جنوبی ۱۶۱٫۰°شرقی   | ۲۲۵ کیلومتر (۱۴۰ مایل) |                 | [ ۱ ]    |
| ۱ مارس ۱۲۷۲     | ۰۹:۵۹:۳۲           | ۱۱۸        | کامل   | ۱٫۰۵۶۹ | ۰۴ دقیقه ۲۴ ثانیه | ۳۹°۱۲′جنوبی ۴۸°۳۶′شرقی / ۳۹٫۲°جنوبی ۴۸٫۶°شرقی   | ۲۳۲ کیلومتر (۱۴۴ مایل) |                 | [ ۱ ]    |
| ۲۵ اوت ۱۲۷۲     | ۰۱:۱۳:۴۵           | ۱۲۳        | حلقه‌ای | ۰٫۹۴۳۰ | ۰۵ دقیقه ۵۰ ثانیه | ۴۳°۵۴′شمالی ۱۷۷°۱۸′شرقی / ۴۳٫۹°شمالی ۱۷۷٫۳°شرقی | ۲۶۴ کیلومتر (۱۶۴ مایل) |                 | [ ۱ ]    |
| ۲۰ ژانویه ۱۲۷۳  | ۱۳:۵۷:۱۰           | ۹۰         | جزئی   | ۰٫۲۱۵۹ | —                 | ۶۹°۳۰′شمالی ۵۱°۴۸′غربی / ۶۹٫۵°شمالی ۵۱٫۸°غربی   | —                      |                 | [ ۱ ]    |
| ۱۹ فوریه ۱۲۷۳   | ۰۱:۳۹:۰۴           | ۱۲۸        | جزئی   | ۰٫۴۳۲۱ | —                 | ۷۱°۲۴′جنوبی ۸۲°۳۰′غربی / ۷۱٫۴°جنوبی ۸۲٫۵°غربی   | —                      |                 | [ ۱ ]    |
| ۱۵ ژوئیه ۱۲۷۳   | ۱۸:۵۸:۱۵           | ۹۵         | جزئی   | ۰٫۳۲۵۷ | —                 | ۶۸°۴۲′جنوبی ۱۲۰°۱۲′غربی / ۶۸٫۷°جنوبی ۱۲۰٫۲°غربی | —                      |                 | [ ۱ ]    |
| ۱۴ اوت ۱۲۷۳     | ۰۵:۳۵:۲۶           | ۱۳۳        | جزئی   | ۰٫۴۲۰۵ | —                 | ۷۱°۰۰′شمالی ۱۳۲°۳۰′غربی / ۷۱٫۰°شمالی ۱۳۲٫۵°غربی | —                      |                 | [ ۱ ]    |
| ۹ ژانویه ۱۲۷۴   | ۲۰:۵۱:۲۳           | ۱۰۰        | حلقه‌ای | ۰٫۹۳۷۲ | ۰۷ دقیقه ۲۶ ثانیه | ۳۱°۱۸′شمالی ۱۳۲°۴۸′غربی / ۳۱٫۳°شمالی ۱۳۲٫۸°غربی | ۳۸۰ کیلومتر (۲۴۰ مایل) |                 | [ ۱ ]    |
| ۵ ژوئیه ۱۲۷۴    | ۰۹:۴۴:۲۶           | ۱۰۵        | کامل   | ۱٫۰۷۰۰ | ۰۶ دقیقه ۳۵ ثانیه | ۱۳°۰۰′جنوبی ۳۵°۳۰′شرقی / ۱۳٫۰°جنوبی ۳۵٫۵°شرقی   | ۲۷۸ کیلومتر (۱۷۳ مایل) |                 | [ ۱ ]    |
| ۲۹ دسامبر ۱۲۷۴  | ۲۱:۰۴:۵۴           | ۱۱۰        | حلقه‌ای | ۰٫۹۱۷۵ | ۱۱ دقیقه ۴۴ ثانیه | ۱۶°۱۲′جنوبی ۱۳۲°۱۲′غربی / ۱۶٫۲°جنوبی ۱۳۲٫۲°غربی | ۳۱۶ کیلومتر (۱۹۶ مایل) |                 | [ ۱ ]    |
| ۲۵ ژوئیه ۱۲۷۵   | ۰۲:۵۹:۵۶           | ۱۱۵        | کامل   | ۱٫۰۷۵۲ | ۰۶ دقیقه ۲۱ ثانیه | ۳۳°۰۰′شمالی ۱۳۷°۳۰′شرقی / ۳۳٫۰°شمالی ۱۳۷٫۵°شرقی | ۲۴۷ کیلومتر (۱۵۳ مایل) |                 | [ ۱ ]    |
| ۱۸ دسامبر ۱۲۷۵  | ۲۰:۵۶:۳۴           | ۱۲۰        | حلقه‌ای | ۰٫۹۳۵۲ | ۰۶ دقیقه ۰۰ ثانیه | ۵۸°۰۰′جنوبی ۱۳۵°۳۰′غربی / ۵۸٫۰°جنوبی ۱۳۵٫۵°غربی | ۲۹۴ کیلومتر (۱۸۳ مایل) |                 | [ ۱ ]    |
| ۱۳ ژوئیه ۱۲۷۶   | ۱۸:۰۳:۴۰           | ۱۲۵        | کامل   | ۱٫۰۲۰۲ | ۰۱ دقیقه ۰۷ ثانیه | ۸۲°۱۲′شمالی ۱۳۵°۱۲′شرقی / ۸۲٫۲°شمالی ۱۳۵٫۲°شرقی | ۲۲۶ کیلومتر (۱۴۰ مایل) |                 | [ ۱ ]    |
| ۷ دسامبر ۱۲۷۶   | ۰۳:۰۵:۲۸           | ۱۳۰        | جزئی   | ۰٫۵۹۶۰ | —                 | ۶۵°۱۲′جنوبی ۲۴°۱۲′غربی / ۶۵٫۲°جنوبی ۲۴٫۲°غربی   | —                      |                 | [ ۱ ]    |
| ۴ مه ۱۲۷۷       | ۱۳:۱۱:۵۷           | ۹۷         | حلقه‌ای | ۰٫۹۵۲۸ | —                 | ۶۲°۳۶′جنوبی ۳۴°۰۰′شرقی / ۶۲٫۶°جنوبی ۳۴٫۰°شرقی   | —                      |                 | [ ۱ ]    |
| ۲۸ اکتبر ۱۲۷۷   | ۰۵:۳۶:۰۴           | ۱۰۲        | کامل   | ۱٫۰۴۳۸ | ۰۳ دقیقه ۲۳ ثانیه | ۳۷°۵۴′شمالی ۱۱۹°۳۶′شرقی / ۳۷٫۹°شمالی ۱۱۹٫۶°شرقی | ۲۷۳ کیلومتر (۱۷۰ مایل) |                 | [ ۱ ]    |
| ۲۳ آوریل ۱۲۷۸   | ۱۳:۳۶:۴۳           | ۱۰۷        | حلقه‌ای | ۰٫۹۴۵۷ | ۰۶ دقیقه ۳۷ ثانیه | ۱°۰۰′شمالی ۱۶°۴۲′غربی / ۱٫۰°شمالی ۱۶٫۷°غربی     | ۲۰۷ کیلومتر (۱۲۹ مایل) |                 | [ ۱ ]    |
| ۱۷ اکتبر ۱۲۷۸   | ۲۱:۱۳:۰۱           | ۱۱۲        | کامل   | ۱٫۰۳۳۸ | ۰۳ دقیقه ۰۳ ثانیه | ۳°۰۰′جنوبی ۱۳۵°۲۴′غربی / ۳٫۰°جنوبی ۱۳۵٫۴°غربی   | ۱۱۶ کیلومتر (۷۲ مایل)  |                 | [ ۱ ]    |
| ۱۲ آوریل ۱۲۷۹   | ۱۶:۴۴:۰۴           | ۱۱۷        | حلقه‌ای | ۰٫۹۷۸۸ | ۰۱ دقیقه ۵۵ ثانیه | ۳۷°۲۴′شمالی ۸۵°۱۸′غربی / ۳۷٫۴°شمالی ۸۵٫۳°غربی   | ۸۶ کیلومتر (۵۳ مایل)   |                 | [ ۱ ]    |
| ۷ اکتبر ۱۲۷۹    | ۰۸:۴۲:۲۱           | ۱۲۲        | حلقه‌ای | ۰٫۹۸۰۵ | ۰۱ دقیقه ۴۲ ثانیه | ۳۷°۳۶′جنوبی ۲۹°۰۶′شرقی / ۳۷٫۶°جنوبی ۲۹٫۱°شرقی   | ۸۲ کیلومتر (۵۱ مایل)   |                 | [ ۱ ]    |
| ۲ مارس ۱۲۸۰     | ۱۷:۲۵:۳۹           | ۸۹         | جزئی   | ۰٫۲۰۸۴ | —                 | ۶۱°۰۶′جنوبی ۲۰°۴۲′شرقی / ۶۱٫۱°جنوبی ۲۰٫۷°شرقی   | —                      |                 | [ ۱ ]    |
| ۱ آوریل ۱۲۸۰    | ۰۲:۵۴:۲۱           | ۱۲۷        | جزئی   | ۰٫۶۲۹۸ | —                 | ۶۱°۱۲′شمالی ۳۵°۲۴′شرقی / ۶۱٫۲°شمالی ۳۵٫۴°شرقی   | —                      |                 | [ ۱ ]    |
| ۲۵ سپتامبر ۱۲۸۰ | ۱۳:۰۶:۵۳           | ۱۳۲        | جزئی   | ۰٫۴۱۳۱ | —                 | ۶۱°۰۰′جنوبی ۱۱۴°۲۴′غربی / ۶۱٫۰°جنوبی ۱۱۴٫۴°غربی | —                      |                 | [ ۱ ]    |
| ۲۰ فوریه ۱۲۸۱   | ۰۹:۳۶:۲۰           | ۹۹         | کامل   | ۱٫۰۴۹۶ | ۰۳ دقیقه ۲۲ ثانیه | ۴۷°۴۸′جنوبی ۷۲°۰۶′شرقی / ۴۷٫۸°جنوبی ۷۲٫۱°شرقی   | ۲۳۹ کیلومتر (۱۴۹ مایل) |                 | [ ۱ ]    |
| ۱۵ اوت ۱۲۸۱     | ۲۱:۰۷:۵۶           | ۱۰۴        | حلقه‌ای | ۰٫۹۴۹۷ | ۰۳ دقیقه ۵۰ ثانیه | ۵۹°۵۴′شمالی ۸۴°۱۲′غربی / ۵۹٫۹°شمالی ۸۴٫۲°غربی   | ۳۷۰ کیلومتر (۲۳۰ مایل) |                 | [ ۱ ]    |
| ۱۰ فوریه ۱۲۸۲   | ۰۰:۱۷:۵۹           | ۱۰۹        | مرکب   | ۱٫۰۱۵۶ | ۰۱ دقیقه ۲۶ ثانیه | ۱۴°۱۸′جنوبی ۱۷۷°۱۸′غربی / ۱۴٫۳°جنوبی ۱۷۷٫۳°غربی | ۵۴ کیلومتر (۳۴ مایل)   |                 | [ ۱ ]    |
| ۵ اوت ۱۲۸۲      | ۰۳:۳۵:۵۶           | ۱۱۴        | مرکب   | ۱٫۰۱۰۷ | ۰۱ دقیقه ۰۱ ثانیه | ۱۹°۲۴′شمالی ۱۳۱°۰۶′شرقی / ۱۹٫۴°شمالی ۱۳۱٫۱°شرقی | ۳۷ کیلومتر (۲۳ مایل)   |                 | [ ۱ ]    |
| ۳۰ ژانویه ۱۲۸۳  | ۰۹:۰۶:۵۵           | ۱۱۹        | حلقه‌ای | ۰٫۹۵۳۳ | ۰۵ دقیقه ۰۲ ثانیه | ۲۵°۰۶′شمالی ۳۱°۳۰′شرقی / ۲۵٫۱°شمالی ۳۱٫۵°شرقی   | ۲۳۲ کیلومتر (۱۴۴ مایل) |                 | [ ۱ ]    |
| ۲۵ ژوئیه ۱۲۸۳   | ۱۷:۰۶:۴۰           | ۱۲۴        | کامل   | ۱٫۰۵۸۷ | ۰۵ دقیقه ۰۷ ثانیه | ۲۱°۲۴′جنوبی ۸۸°۰۶′غربی / ۲۱٫۴°جنوبی ۸۸٫۱°غربی   | ۲۵۶ کیلومتر (۱۵۹ مایل) |                 | [ ۱ ]    |
| ۱۹ ژانویه ۱۲۸۴  | ۱۰:۴۱:۰۲           | ۱۲۹        | جزئی   | ۰٫۲۵۲۵ | —                 | ۶۲°۴۸′شمالی ۲۳°۱۸′غربی / ۶۲٫۸°شمالی ۲۳٫۳°غربی   | —                      |                 | [ ۱ ]    |
| ۱۵ ژوئیه ۱۲۸۴   | ۰۳:۱۳:۰۷           | ۹۶         | جزئی   | ۰٫۷۶۹۰ | —                 | ۶۵°۴۸′شمالی ۶۰°۴۸′غربی / ۶۵٫۸°شمالی ۶۰٫۸°غربی   | —                      |                 | [ ۱ ]    |
| ۱۴ ژوئیه ۱۲۸۴   | ۱۰:۰۸:۱۸           | ۱۳۴        | جزئی   | ۰٫۲۹۱۵ | —                 | ۶۳°۲۴′جنوبی ۱۰°۲۴′غربی / ۶۳٫۴°جنوبی ۱۰٫۴°غربی   | —                      |                 | [ ۱ ]    |
| ۸ دسامبر ۱۲۸۴   | ۱۶:۳۴:۰۱           | ۱۰۱        | حلقه‌ای | ۰٫۹۴۱۴ | ۰۳ دقیقه ۴۹ ثانیه | ۸۶°۱۲′جنوبی ۵۶°۱۲′شرقی / ۸۶٫۲°جنوبی ۵۶٫۲°شرقی   | ۵۹۸ کیلومتر (۳۷۲ مایل) |                 | [ ۱ ]    |
| ۴ ژوئیه ۱۲۸۵    | ۱۶:۵۳:۵۸           | ۱۰۶        | مرکب   | ۱٫۰۱۴۳ | ۰۱ دقیقه ۱۵ ثانیه | ۴۷°۱۲′شمالی ۷۰°۴۸′غربی / ۴۷٫۲°شمالی ۷۰٫۸°غربی   | ۵۴ کیلومتر (۳۴ مایل)   |                 | [ ۱ ]    |
| ۲۸ نوامبر ۱۲۸۵  | ۰۰:۵۱:۲۸           | ۱۱۱        | مرکب   | ۱٫۰۰۶۸ | ۰۰ دقیقه ۳۹ ثانیه | ۳۳°۵۴′جنوبی ۱۶۷°۰۰′شرقی / ۳۳٫۹°جنوبی ۱۶۷٫۰°شرقی | ۲۴ کیلومتر (۱۵ مایل)   |                 | [ ۱ ]    |
| ۲۴ مه ۱۲۸۶      | ۲۳:۳۶:۱۵           | ۱۱۶        | حلقه‌ای | ۰٫۹۶۳۲ | ۰۴ دقیقه ۵۵ ثانیه | ۰°۲۴′جنوبی ۱۷۱°۵۴′غربی / ۰٫۴°جنوبی ۱۷۱٫۹°غربی   | ۱۴۴ کیلومتر (۸۹ مایل)  |                 | [ ۱ ]    |
| ۱۷ نوامبر ۱۲۸۶  | ۱۵:۰۳:۲۲           | ۱۲۱        | کامل   | ۱٫۰۴۴۱ | ۰۴ دقیقه ۱۷ ثانیه | ۸°۱۲′شمالی ۴۳°۵۴′غربی / ۸٫۲°شمالی ۴۳٫۹°غربی     | ۱۶۸ کیلومتر (۱۰۴ مایل) |                 | [ ۱ ]    |
| ۱۴ مه ۱۲۸۷      | ۰۰:۳۵:۲۵           | ۱۲۶        | جزئی   | ۰٫۷۰۵۲ | —                 | ۶۸°۴۸′جنوبی ۱۶۹°۰۰′غربی / ۶۸٫۸°جنوبی ۱۶۹٫۰°غربی | —                      |                 | [ ۱ ]    |
| ۸ اکتبر ۱۲۸۷    | ۲۰:۰۰:۰۶           | ۹۳         | جزئی   | ۰٫۰۱۲۰ | —                 | ۷۱°۲۴′جنوبی ۱۲۱°۱۲′شرقی / ۷۱٫۴°جنوبی ۱۲۱٫۲°شرقی | —                      |                 | [ ۱ ]    |
| ۷ نوامبر ۱۲۸۷   | ۰۶:۴۸:۱۵           | ۱۳۱        | جزئی   | ۰٫۷۰۵۹ | —                 | ۶۹°۲۴′شمالی ۱۰۴°۱۲′شرقی / ۶۹٫۴°شمالی ۱۰۴٫۲°شرقی | —                      |                 | [ ۱ ]    |
| ۲ آوریل ۱۲۸۸    | ۱۴:۱۱:۲۸           | ۹۸         | حلقه‌ای | ۰٫۹۸۴۰ | ۰۱ دقیقه ۰۷ ثانیه | ۶۸°۳۰′شمالی ۷۶°۲۴′غربی / ۶۸٫۵°شمالی ۷۶٫۴°غربی   | ۱۴۷ کیلومتر (۹۱ مایل)  |                 | [ ۱ ]    |
| ۲۷ سپتامبر ۱۲۸۸ | ۰۵:۴۳:۵۳           | ۱۰۳        | حلقه‌ای | ۰٫۹۶۱۶ | ۰۳ دقیقه ۰۰ ثانیه | ۶۲°۰۶′جنوبی ۵۸°۵۴′شرقی / ۶۲٫۱°جنوبی ۵۸٫۹°شرقی   | ۳۰۱ کیلومتر (۱۸۷ مایل) |                 | [ ۱ ]    |
| ۲۳ مارس ۱۲۸۹    | ۰۲:۰۷:۰۵           | ۱۰۸        | کامل   | ۱٫۰۴۴۸ | ۰۴ دقیقه ۱۰ ثانیه | ۱۲°۰۶′شمالی ۱۴۸°۵۴′شرقی / ۱۲٫۱°شمالی ۱۴۸٫۹°شرقی | ۱۵۱ کیلومتر (۹۴ مایل)  |                 | [ ۱ ]    |
| ۱۶ سپتامبر ۱۲۸۹ | ۰۸:۲۲:۰۲           | ۱۱۳        | حلقه‌ای | ۰٫۹۳۵۷ | ۰۸ دقیقه ۱۵ ثانیه | ۱۰°۰۶′جنوبی ۵۱°۳۰′شرقی / ۱۰٫۱°جنوبی ۵۱٫۵°شرقی   | ۲۴۳ کیلومتر (۱۵۱ مایل) |                 | [ ۱ ]    |
| ۱۲ مارس ۱۲۹۰    | ۱۸:۱۳:۵۹           | ۱۱۸        | کامل   | ۱٫۰۶۰۴ | ۰۴ دقیقه ۵۲ ثانیه | ۳۲°۴۲′جنوبی ۷۷°۳۶′غربی / ۳۲٫۷°جنوبی ۷۷٫۶°غربی   | ۲۳۸ کیلومتر (۱۴۸ مایل) |                 | [ ۱ ]    |
| ۵ سپتامبر ۱۲۹۰  | ۰۸:۱۷:۱۰           | ۱۲۳        | حلقه‌ای | ۰٫۹۴۲۴ | ۰۶ دقیقه ۱۷ ثانیه | ۳۵°۴۸′شمالی ۶۸°۲۴′شرقی / ۳۵٫۸°شمالی ۶۸٫۴°شرقی   | ۲۵۳ کیلومتر (۱۵۷ مایل) |                 | [ ۱ ]    |
| ۳۱ ژانویه ۱۲۹۱  | ۲۲:۲۱:۴۳           | ۹۰         | جزئی   | ۰٫۱۸۵۶ | —                 | ۷۰°۲۴′شمالی ۱۶۹°۲۴′شرقی / ۷۰٫۴°شمالی ۱۶۹٫۴°شرقی | —                      |                 | [ ۱ ]    |
| ۲ مارس ۱۲۹۱     | ۰۹:۵۳:۴۹           | ۱۲۸        | جزئی   | ۰٫۴۷۶۶ | —                 | ۷۱°۴۸′جنوبی ۱۳۹°۴۸′شرقی / ۷۱٫۸°جنوبی ۱۳۹٫۸°شرقی | —                      |                 | [ ۱ ]    |
| ۲۷ ژوئیه ۱۲۹۱   | ۰۲:۱۴:۲۷           | ۹۵         | جزئی   | ۰٫۲۰۷۵ | —                 | ۶۹°۳۶′جنوبی ۱۱۸°۳۶′شرقی / ۶۹٫۶°جنوبی ۱۱۸٫۶°شرقی | —                      |                 | [ ۱ ]    |
| ۲۵ اوت ۱۲۹۱     | ۱۲:۵۵:۳۱           | ۱۳۳        | جزئی   | ۰٫۵۳۱۴ | —                 | ۷۱°۳۶′شمالی ۱۰۳°۴۸′شرقی / ۷۱٫۶°شمالی ۱۰۳٫۸°شرقی | —                      |                 | [ ۱ ]    |
| ۲۱ ژانویه ۱۲۹۲  | ۰۴:۵۸:۱۷           | ۱۰۰        | حلقه‌ای | ۰٫۹۳۶۳ | ۰۷ دقیقه ۱۷ ثانیه | ۳۴°۳۶′شمالی ۱۰۲°۰۰′شرقی / ۳۴٫۶°شمالی ۱۰۲٫۰°شرقی | ۳۹۵ کیلومتر (۲۴۵ مایل) |                 | [ ۱ ]    |
| ۱۵ ژوئیه ۱۲۹۲   | ۱۷:۱۳:۰۸           | ۱۰۵        | کامل   | ۱٫۰۶۹۲ | ۰۶ دقیقه ۱۷ ثانیه | ۱۹°۵۴′جنوبی ۷۹°۳۶′غربی / ۱۹٫۹°جنوبی ۷۹٫۶°غربی   | ۲۹۵ کیلومتر (۱۸۳ مایل) |                 | [ ۱ ]    |
| ۹ ژانویه ۱۲۹۳   | ۰۵:۰۳:۳۲           | ۱۱۰        | حلقه‌ای | ۰٫۹۱۸۵ | ۱۱ دقیقه ۳۶ ثانیه | ۱۳°۵۴′جنوبی ۱۰۸°۲۴′شرقی / ۱۳٫۹°جنوبی ۱۰۸٫۴°شرقی | ۳۱۲ کیلومتر (۱۹۴ مایل) |                 | [ ۱ ]    |
| ۵ ژوئیه ۱۲۹۳    | ۱۰:۲۶:۴۵           | ۱۱۵        | کامل   | ۱٫۰۷۳۰ | ۰۶ دقیقه ۲۴ ثانیه | ۲۷°۳۰′شمالی ۲۶°۴۲′شرقی / ۲۷٫۵°شمالی ۲۶٫۷°شرقی   | ۲۳۸ کیلومتر (۱۴۸ مایل) |                 | [ ۱ ]    |
| ۲۹ دسامبر ۱۲۹۳  | ۰۵:۰۹:۱۲           | ۱۲۰        | حلقه‌ای | ۰٫۹۳۷۹ | ۰۵ دقیقه ۴۸ ثانیه | ۵۶°۴۸′جنوبی ۱۰۷°۳۶′شرقی / ۵۶٫۸°جنوبی ۱۰۷٫۶°شرقی | ۲۷۹ کیلومتر (۱۷۳ مایل) |                 | [ ۱ ]    |
| ۲۵ ژوئیه ۱۲۹۴   | ۰۱:۱۱:۵۳           | ۱۲۵        | کامل   | ۱٫۰۱۹۵ | ۰۱ دقیقه ۱۱ ثانیه | ۸۴°۳۰′شمالی ۱۵۳°۴۲′شرقی / ۸۴٫۵°شمالی ۱۵۳٫۷°شرقی | ۱۴۰ کیلومتر (۸۷ مایل)  |                 | [ ۱ ]    |
| ۱۸ دسامبر ۱۲۹۴  | ۱۱:۴۲:۱۴           | ۱۳۰        | جزئی   | ۰٫۶۰۶۴ | —                 | ۶۶°۱۸′جنوبی ۱۶۳°۴۸′غربی / ۶۶٫۳°جنوبی ۱۶۳٫۸°غربی | —                      |                 | [ ۱ ]    |
| ۱۵ مه ۱۲۹۵      | ۱۹:۴۸:۳۴           | ۹۷         | جزئی   | ۰٫۸۱۳۱ | —                 | ۶۳°۱۸′جنوبی ۷۴°۳۰′غربی / ۶۳٫۳°جنوبی ۷۴٫۵°غربی   | —                      |                 | [ ۱ ]    |
| ۸ نوامبر ۱۲۹۵   | ۱۴:۱۷:۴۵           | ۱۰۲        | کامل   | ۱٫۰۴۱۴ | ۰۳ دقیقه ۱۷ ثانیه | ۳۷°۳۰′شمالی ۱۴°۰۰′غربی / ۳۷٫۵°شمالی ۱۴٫۰°غربی   | ۲۷۱ کیلومتر (۱۶۸ مایل) |                 | [ ۱ ]    |
| ۳ مه ۱۲۹۶       | ۲۰:۱۵:۵۲           | ۱۰۷        | حلقه‌ای | ۰٫۹۴۸۵ | ۰۶ دقیقه ۲۷ ثانیه | ۰°۳۰′جنوبی ۱۱۶°۰۶′غربی / ۰٫۵°جنوبی ۱۱۶٫۱°غربی   | ۲۰۰ کیلومتر (۱۲۰ مایل) |                 | [ ۱ ]    |
| ۲۸ اکتبر ۱۲۹۶   | ۰۵:۴۱:۲۹           | ۱۱۲        | کامل   | ۱٫۰۲۸۹ | ۰۲ دقیقه ۴۱ ثانیه | ۵°۳۰′جنوبی ۹۷°۱۲′شرقی / ۵٫۵°جنوبی ۹۷٫۲°شرقی     | ۱۰۰ کیلومتر (۶۲ مایل)  |                 | [ ۱ ]    |
| ۲۲ آوریل ۱۲۹۷   | ۲۳:۵۱:۵۷           | ۱۱۷        | حلقه‌ای | ۰٫۹۸۵۰ | ۰۱ دقیقه ۲۲ ثانیه | ۳۷°۴۲′شمالی ۱۷۰°۲۴′شرقی / ۳۷٫۷°شمالی ۱۷۰٫۴°شرقی | ۵۸ کیلومتر (۳۶ مایل)   |                 | [ ۱ ]    |
| ۱۷ اکتبر ۱۲۹۷   | ۱۶:۴۲:۵۰           | ۱۲۲        | حلقه‌ای | ۰٫۹۷۵۱ | ۰۲ دقیقه ۱۱ ثانیه | ۴۰°۳۶′جنوبی ۹۰°۲۴′غربی / ۴۰٫۶°جنوبی ۹۰٫۴°غربی   | ۱۰۴ کیلومتر (۶۵ مایل)  |                 | [ ۱ ]    |
| ۱۴ مارس ۱۲۹۸    | ۰۱:۳۵:۴۱           | ۸۹         | جزئی   | ۰٫۱۴۵۹ | —                 | ۶۱°۰۶′جنوبی ۱۱۰°۴۲′غربی / ۶۱٫۱°جنوبی ۱۱۰٫۷°غربی | —                      |                 | [ ۱ ]    |
| ۱۲ آوریل ۱۲۹۸   | ۱۰:۳۵:۲۸           | ۱۲۷        | جزئی   | ۰٫۷۳۵۷ | —                 | ۶۱°۳۰′شمالی ۸۸°۵۴′غربی / ۶۱٫۵°شمالی ۸۸٫۹°غربی   | —                      |                 | [ ۱ ]    |
| ۶ اکتبر ۱۲۹۸    | ۲۰:۳۵:۱۶           | ۱۳۲        | جزئی   | ۰٫۴۷۲۸ | —                 | ۶۱°۱۲′جنوبی ۱۲۴°۴۲′شرقی / ۶۱٫۲°جنوبی ۱۲۴٫۷°شرقی | —                      |                 | [ ۱ ]    |
| ۳ مارس ۱۲۹۹     | ۱۷:۵۷:۳۱           | ۹۹         | کامل   | ۱٫۰۵۱۰ | ۰۳ دقیقه ۳۰ ثانیه | ۴۵°۳۰′جنوبی ۵۳°۰۰′غربی / ۴۵٫۵°جنوبی ۵۳٫۰°غربی   | ۲۵۷ کیلومتر (۱۶۰ مایل) |                 | [ ۱ ]    |
| ۲۷ اوت ۱۲۹۹     | ۰۴:۰۹:۳۷           | ۱۰۴        | حلقه‌ای | ۰٫۹۴۷۴ | ۰۳ دقیقه ۵۳ ثانیه | ۶۰°۰۰′شمالی ۱۸۰°۰۰′شرقی / ۶۰٫۰°شمالی ۱۸۰٫۰°شرقی | ۵۲۶ کیلومتر (۳۲۷ مایل) |                 | [ ۱ ]    |
| ۲۱ فوریه ۱۳۰۰   | ۰۸:۳۴:۰۰           | ۱۰۹        | مرکب   | ۱٫۰۱۵۴ | ۰۱ دقیقه ۲۴ ثانیه | ۱۱°۳۰′جنوبی ۵۸°۴۸′شرقی / ۱۱٫۵°جنوبی ۵۸٫۸°شرقی   | ۵۳ کیلومتر (۳۳ مایل)   |                 | [ ۱ ]    |
| ۱۵ اوت ۱۳۰۰     | ۱۰:۵۷:۲۵           | ۱۱۴        | مرکب   | ۱٫۰۱۱۵ | ۰۱ دقیقه ۰۵ ثانیه | ۱۹°۰۰′شمالی ۲۲°۰۰′شرقی / ۱۹٫۰°شمالی ۲۲٫۰°شرقی   | ۴۰ کیلومتر (۲۵ مایل)   |                 | [ ۱ ]    |